# Sitta
Vous lisez un « article de qualité » labellisé en 2014.
Pour les articles ayant des titres homophones, voir Sita.
Sittidae · Sittelles, Sittidés
Famille
Genre
Les sittelles forment le genre d'oiseaux Sitta, unique représentant de la famille des Sittidae qui compte 28 espèces selon la classification du Congrès ornithologique international. Ces passereaux sont caractérisés par une grosse tête, une queue courte, des pattes et un bec forts. Les sittelles signalent leur territoire à l'aide de cris sonores et de chants simples. La plupart des espèces du genre ont un trait oculaire noir et des parties supérieures grises ou bleutées contrastant avec des parties inférieures claires, mais certaines espèces d'Asie du Sud-Est, comme la Sittelle bleue (S. azurea) ou la Sittelle superbe (S. formosa), ont des plumages plus complexes et colorés.
Les sittelles sont omnivores, mais se nourrissent principalement d'insectes quand elles le peuvent, complétant leur régime de fruits à coque et de graines, surtout en hiver. Elles cherchent les insectes cachés sous l'écorce en arpentant les troncs et les branches, parfois la tête en bas, et ne vont que rarement dans les buissons ou au sol. Elles prospectent à l'intérieur de leur territoire lors de la saison de reproduction, mais peuvent rejoindre des volées mixtes d'alimentation le reste de l'année. Tous les membres de ce genre font leur nid dans des trous ou des crevasses. Les plus petites espèces peuvent creuser leur propre trou, mais les plus grandes utilisent systématiquement des cavités déjà existantes. Beaucoup de sittelles « maçonnent » l'entrée de leur nid à l'aide de boue, afin d'en réduire le diamètre et limiter ainsi la prédation ou la compétition.
La plupart des sittelles nichent dans les forêts tempérées de montagne de l'holarctique et de l'indomalais, bien que deux espèces se soient adaptées aux habitats rocheux de régions plus sèches d'Eurasie. La plus grande diversité se trouve en Asie du Sud-Est, et les similarités entre les espèces ont rendu difficile leur identification en tant qu'espèces distinctes. La plupart de ces espèces sont sédentaires et restent dans le même lieu de vie toute l'année, bien que la Sittelle à poitrine rousse (S. canadensis) d'Amérique du Nord migre vers des régions plus chaudes pour passer l'hiver. Quelques sittelles ont des répartitions restreintes et sont vulnérables face à la déforestation.

## Description

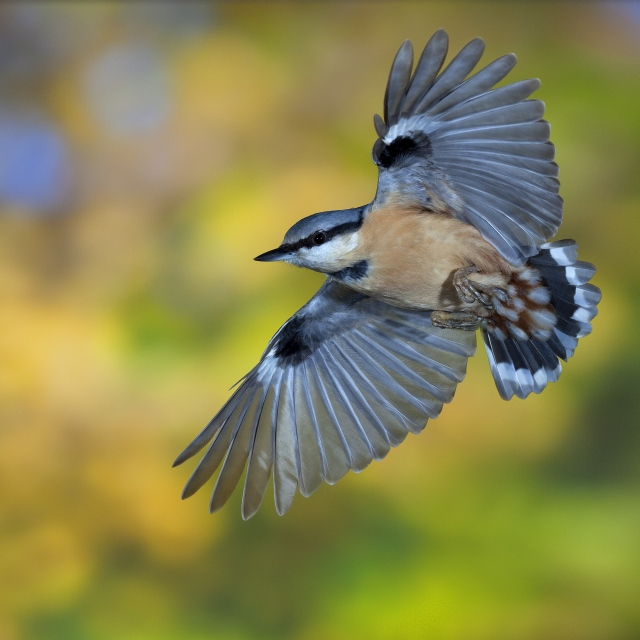
Une Sittelle torchepot (Sitta europaea caesia) en vol. Cet oiseau présente la plupart des caractéristiques courantes des sittelles, comme un long bec pointu, des parties supérieures gris-bleu et des parties inférieures claires. Noter également la première rémige primaire réduite.

Les sittelles forment une famille relativement homogène morphologiquement. Ce sont des oiseaux trapus, aux ailes courtes et arrondies, à la queue courte et carrée et comptant douze plumes. L'aile possède dix rémiges primaires, la première étant réduite. Le bec est solide, long et pointu, les pattes anisodactyles sont courtes et les pieds dotés de fortes griffes. Les parties supérieures sont généralement gris-bleu, bien que certaines espèces asiatiques aient le plumage du dos bleu-violet (ces mêmes espèces ont des becs jaunes ou rouges). Les parties inférieures sont claires, blanchâtres avec différentes nuances de chamois, de jaune, d'orange, de roux ou de lilas. Ces couleurs contrastent avec le vert et le marron des forêts, et ce plumage non cryptique rend ces oiseaux assez voyants.

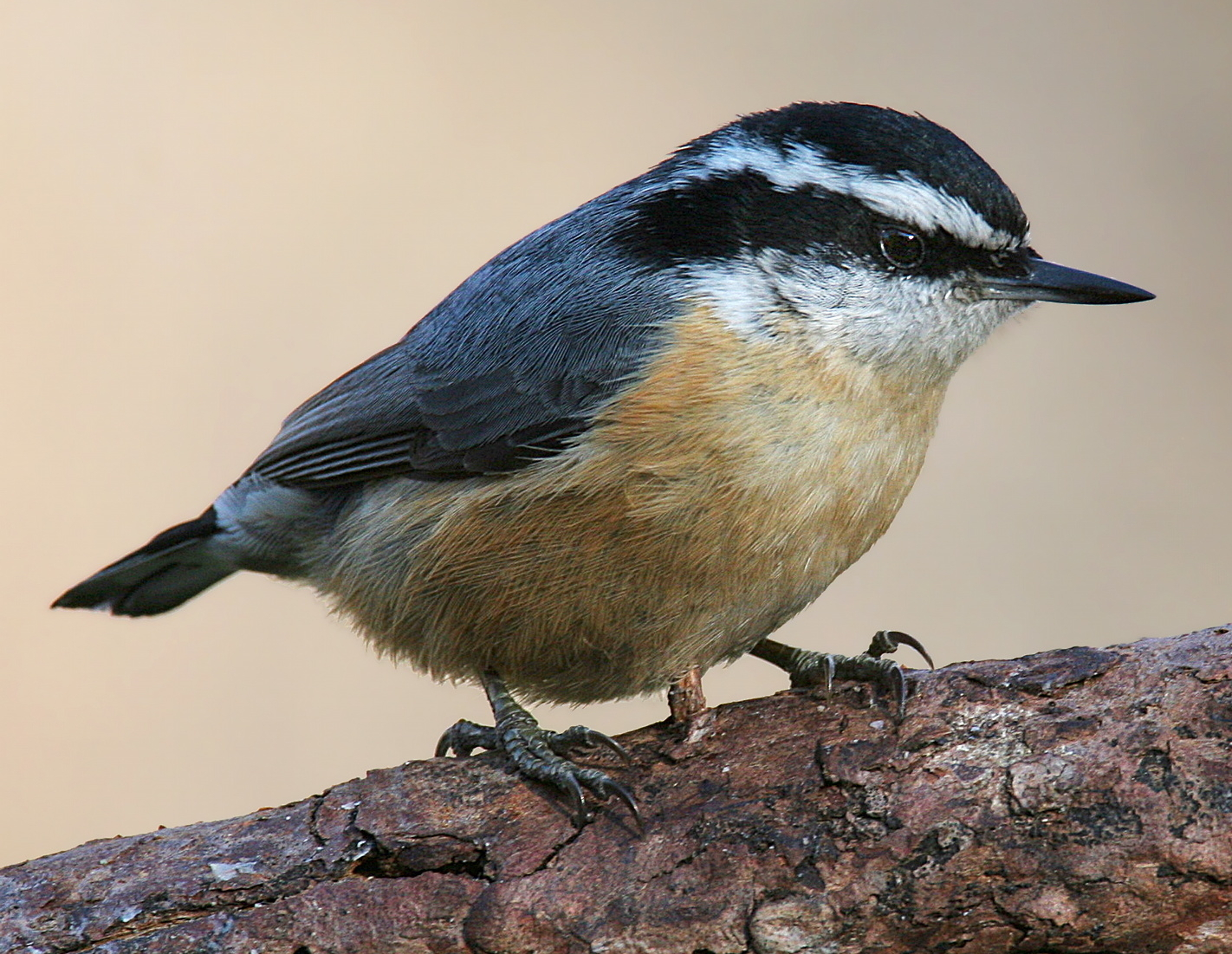
Le mâle de la Sittelle à poitrine rousse (S. canadensis) se reconnaît, comme chez d'autres sittelles, par sa calotte et son trait oculaire noirs et brillants.

Les motifs de la tête varient selon les espèces, mais beaucoup ont un long trait oculaire noir et une calotte sombre en tout ou partie contrastant avec un sourcil et/ou un trait loral presque toujours présent. Le dimorphisme sexuel est peu marqué, mais mâles et femelles peuvent différer par la couleur de leurs parties inférieures, notamment au niveau des flancs à l'arrière et sous la queue. Chez les espèces à calotte sombre ou à trait oculaire, ces caractères sont souvent plus pâles ou plus ternes chez la femelle. Les juvéniles et les oiseaux de l'année sont quasiment indiscernables des adultes. Toutes les espèces effectuent au moins une mue post-nuptiale et certaines une mue pré-nuptiale, et les jeunes connaissent durant leur premier été une mue post-juvénile à l'exception des rémiges.
Toutes les sittelles sont de petits oiseaux, mais leur taille varie entre les différentes espèces et la géographie. Les espèces peuplant les forêts de conifères ont tendance à être plus petites, et cette tendance générale s'observe même entre les populations, comme dans le cas de la petite sous-espèce asiatica de la Sittelle torchepot (S. europaea) comparée à la sous-espèce nominale. La Sittelle géante (S. magna), la plus grande espèce du genre, mesure 19,5 centimètres de long pour un poids allant de 36 à 47 grammes. À l'autre extrême, la Sittelle à poitrine rousse (S. canadensis), la Sittelle à tête brune (S. pusilla) et la Sittelle pygmée (S. pygmaea) mesurent 10 centimètres de long pour un poids avoisinant les 10 grammes. À travers le genre, la longueur de l'aile varie entre 60 et 120 mm, mais avec une variabilité géographique sensible et un grand recouvrement parmi les espèces. Par exemple, là où elles ne se rencontrent pas, la Sittelle des rochers (S. tephronota) et la Sittelle de Neumayer (S. neumayer) ont des ailes de même taille (un peu plus de 80 mm), mais la première espèce est clairement plus grande que la seconde là où les deux vivent en sympatrie.

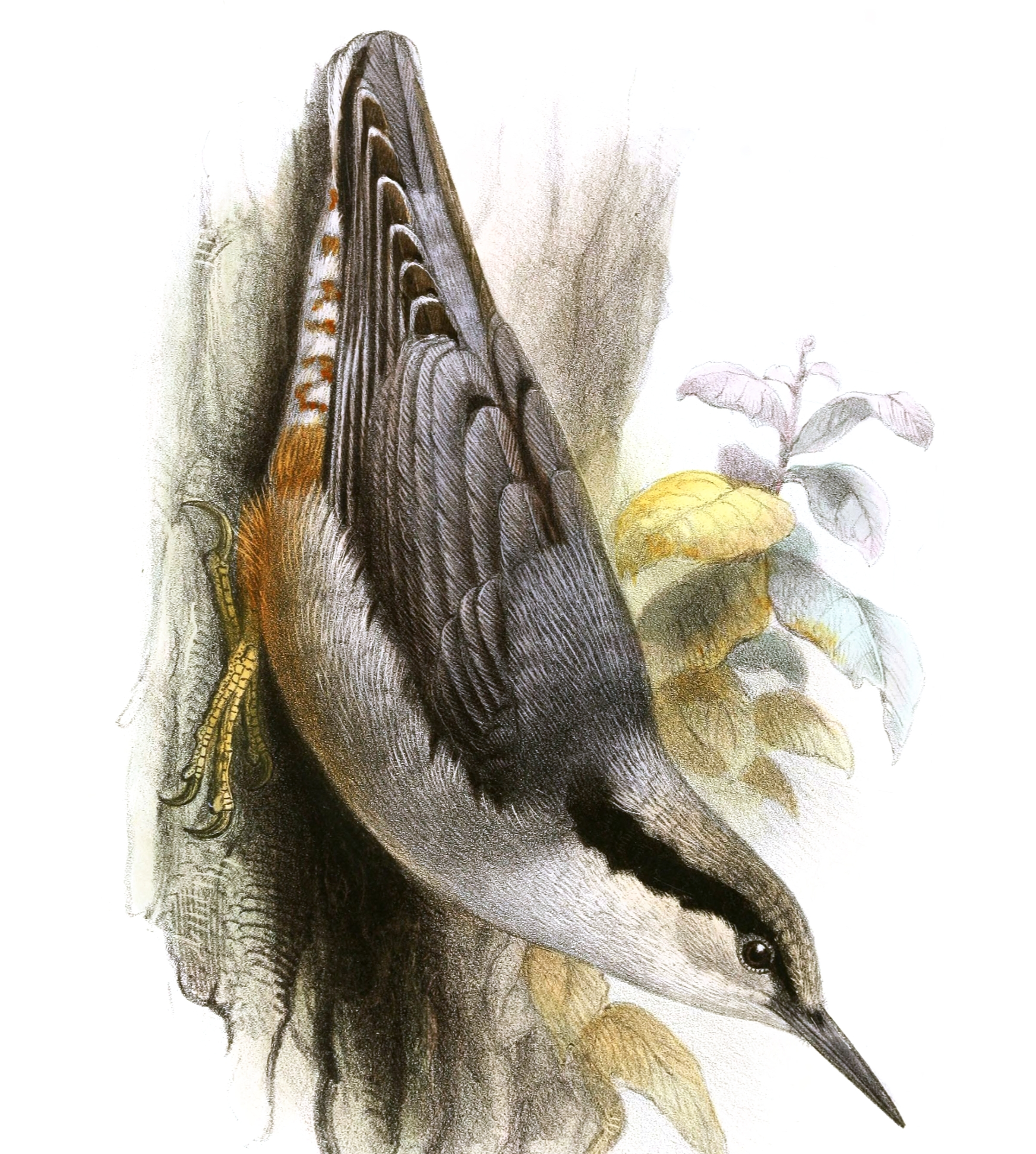
La Sittelle géante (S. magna), la plus grande des sittelles.
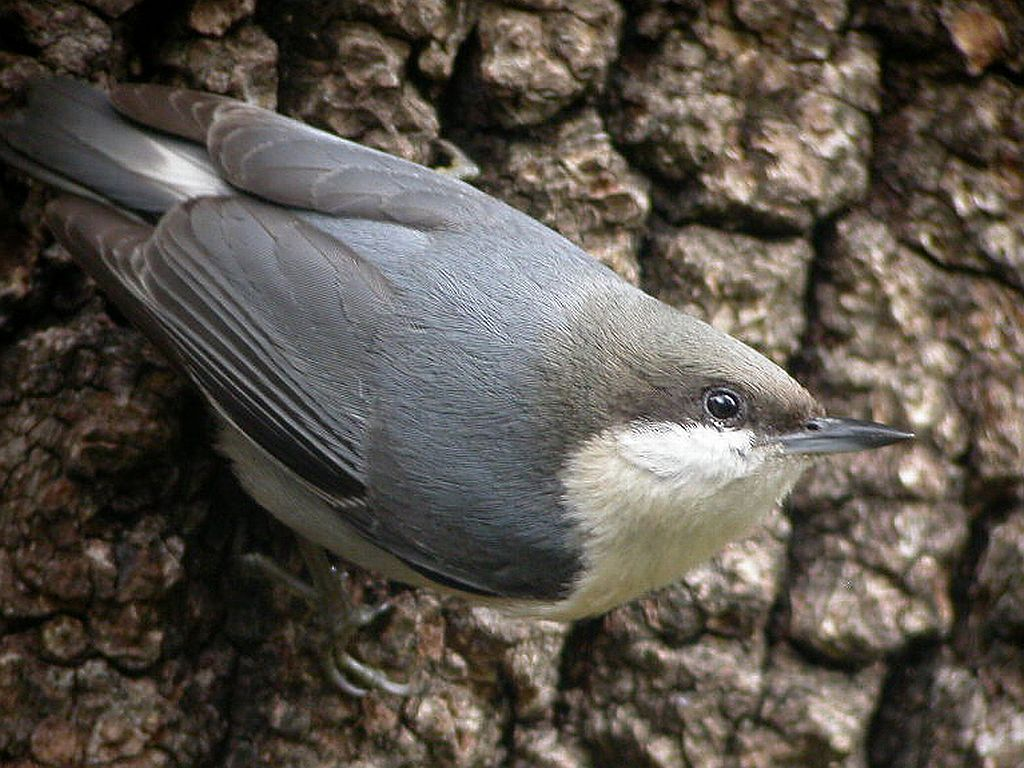
La Sittelle pygmée (S. pygmaea), l'une des plus petites espèces de sittelles.
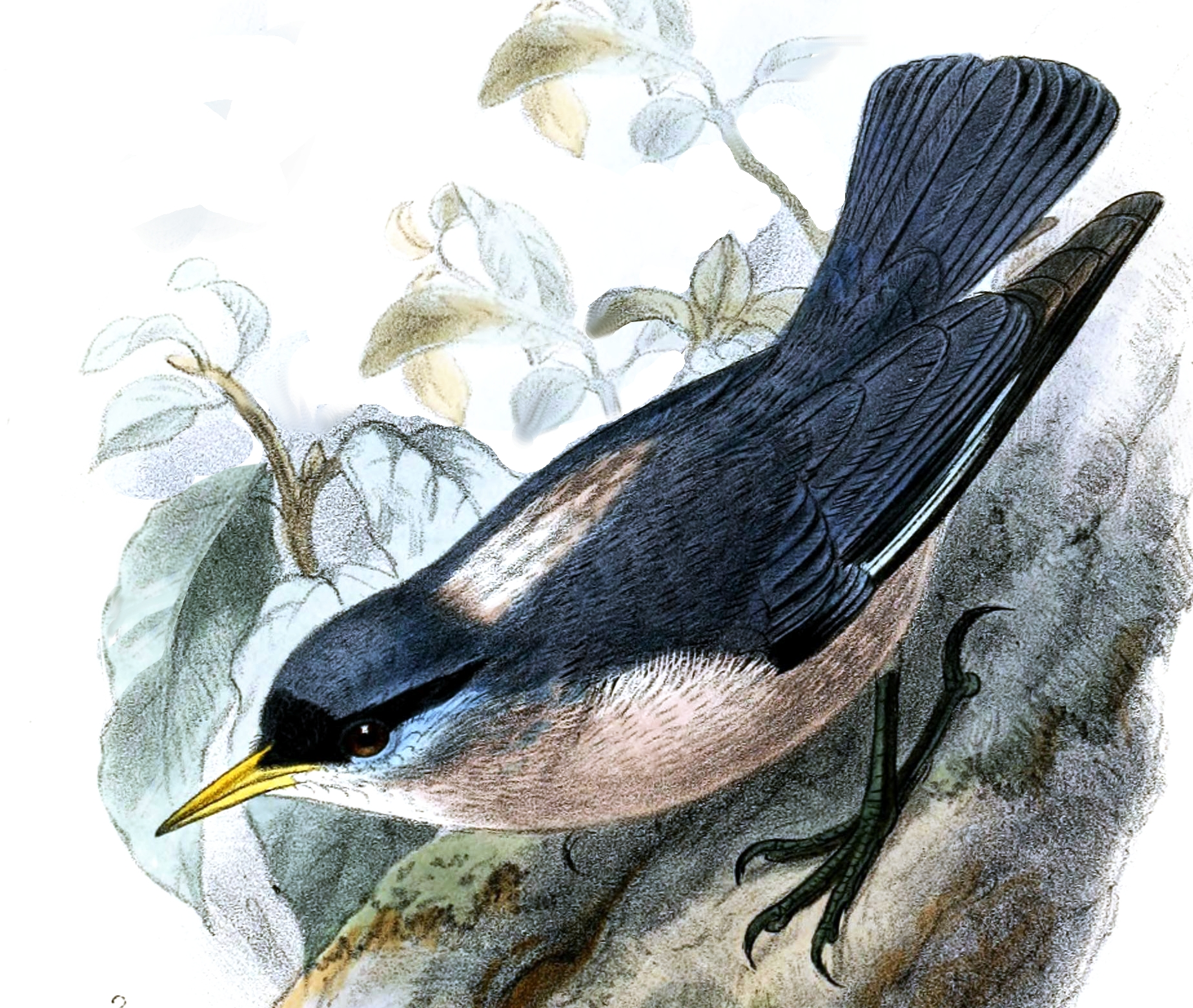
La Sittelle des Philippines (S. oenochlamys), l'une des trois sittelles à bec jaune ou rouge d'Asie du Sud-Est.
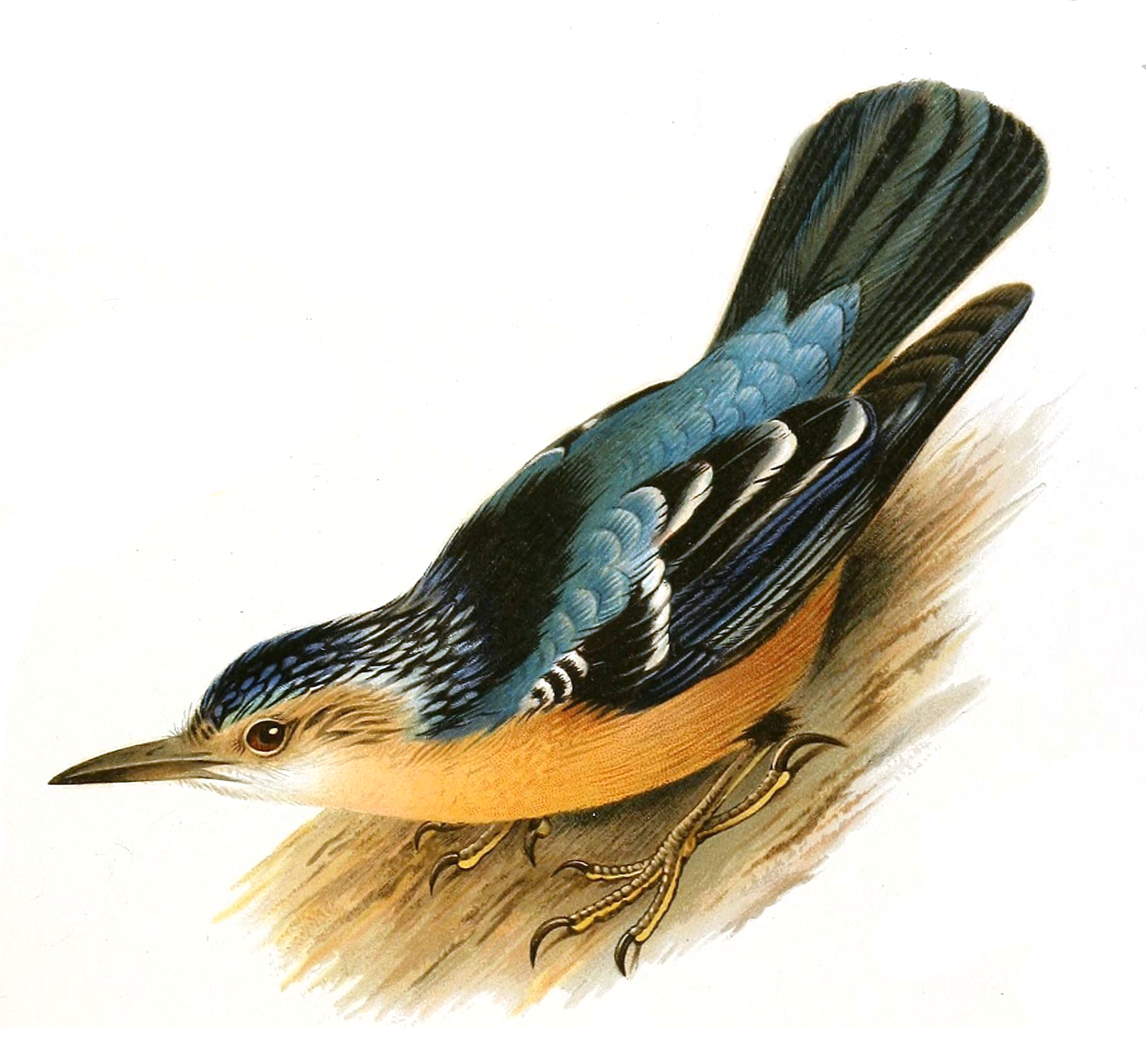
La Sittelle superbe (S. formosa), l'une des sittelles des plus colorées.

## Écologie et comportement

### Vocalisations
Les sittelles sont bruyantes, et utilisent différents sifflements, trilles et cris d'appel. Les chants nuptiaux sont souvent identiques à leurs cris de contact, mais durent plus longtemps. Sur le continent américain, la Sittelle à poitrine rousse (S. canadensis), qui cohabite avec la Mésange à tête noire (Poecile atricapillus) sur la plupart de son aire de répartition, est capable de reconnaître les cris de cette dernière. La mésange a des variations subtiles dans ses cris d'alarme informant sur la taille et le risque de potentiels prédateurs ; si la plupart des oiseaux reconnaissent les cris d'alarme d'autres espèces, cette sittelle sait interpréter les variations des cris de la mésange et y réagir de manière appropriée.

### Reproduction
Toutes les sittelles nichent dans des cavités. À l'exception de deux sittelles nichant dans des milieux rocheux — la Sittelle de Neumayer (S. neumayer) et la Sittelle des rochers (S. tephronota) —, toutes utilisent des trous d'arbres, faisant une simple coupe garnie de matériaux doux pour accueillir la ponte. Certaines espèces garnissent leur nid de mousse, d'herbe, de poils et de plumes, comme le font typiquement les passereaux ; d'autres utilisent plutôt des bouts d'écorces et des enveloppes de graines,.

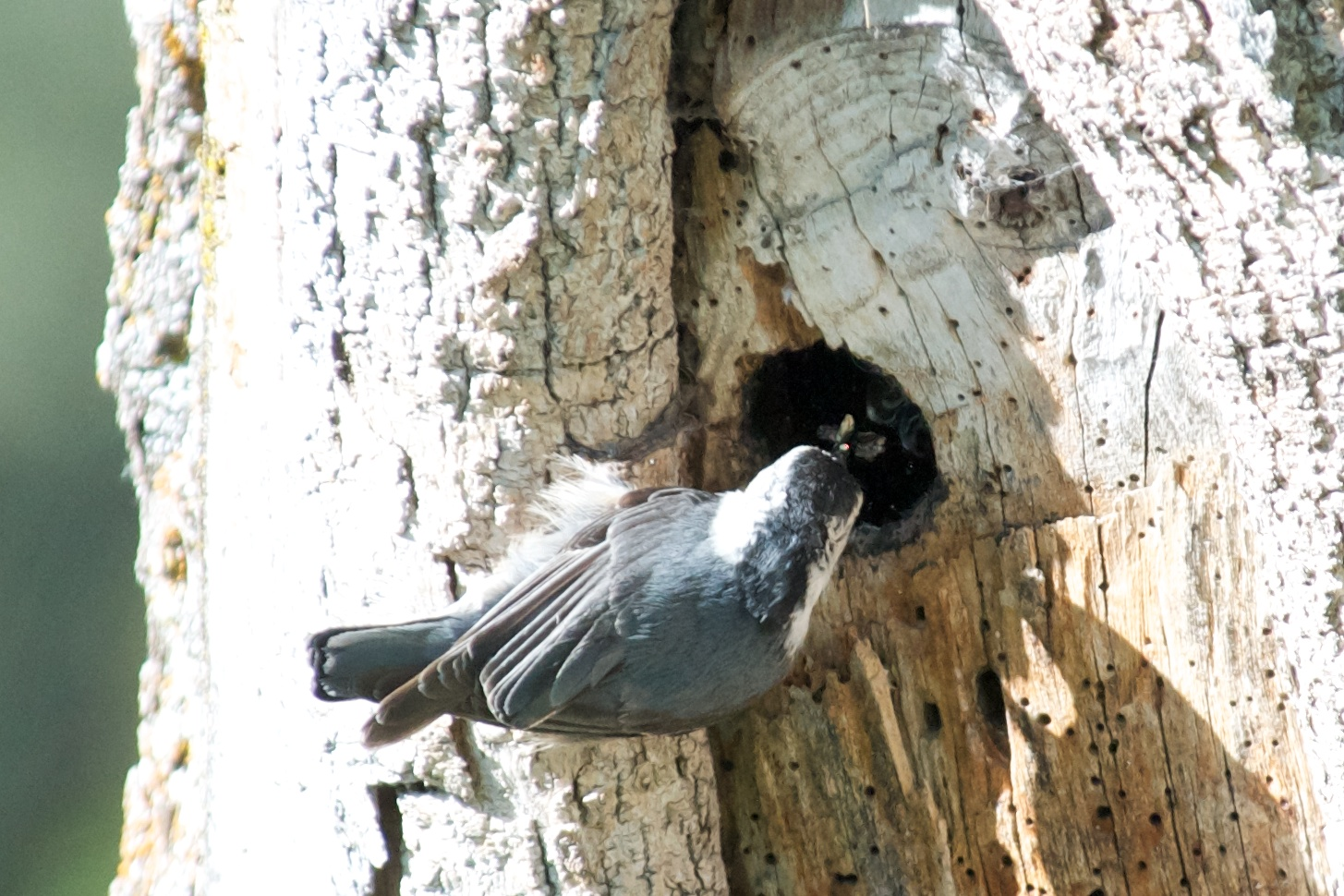
Une Sittelle à poitrine blanche en train de nourrir ses jeunes au nid.

Les membres de la super-espèce de la Sittelle à poitrine rousse (S. canadensis) creusent leurs propres trous dans les arbres, mais la plupart des autres sittelles utilisent des trous naturels ou d'anciens nids de pics. Plusieurs espèces maçonnent les cavités, en réduisant la taille du trou d'entrée et en scellant les fissures avec de la boue. La Sittelle à poitrine rousse sécurise l'entrée du nid en réalisant un torchis de globules collants de résine de conifères autour de l'entrée, le mâle appliquant la résine à l'extérieur et la femelle à l'intérieur. Cette résine servirait à dissuader les prédateurs ou les concurrents, et les propriétaires du nid évitent celle-ci en plongeant directement dans le trou d'entrée. La Sittelle à poitrine blanche (S. carolinensis) étale des Meloidae (coléoptères) autour de l'entrée de son nid, dont l'odeur désagréable pourrait dissuader les écureuils, ses principaux concurrents pour les cavités naturelles.
La Sittelle de Neumayer construit un nid élaboré en forme de gourde, à partir de boue, d'excréments et des poils ou des plumes, et en décore l'extérieur et les crevasses voisines avec des plumes et des ailes d'insectes. Les nids sont situés dans des crevasses rocheuses, dans des grottes, sous des surplombs de falaises ou sur les bâtiments. La Sittelle des rochers construit une structure similaire, mais moins complexe et à travers l'entrée d'une cavité. Son nid peut être très petit, mais il peut peser jusqu'à 32 kg. Cette espèce niche aussi parfois dans des berges ou dans les trous d'arbres, et peut agrandir le trou si la cavité est trop petite.

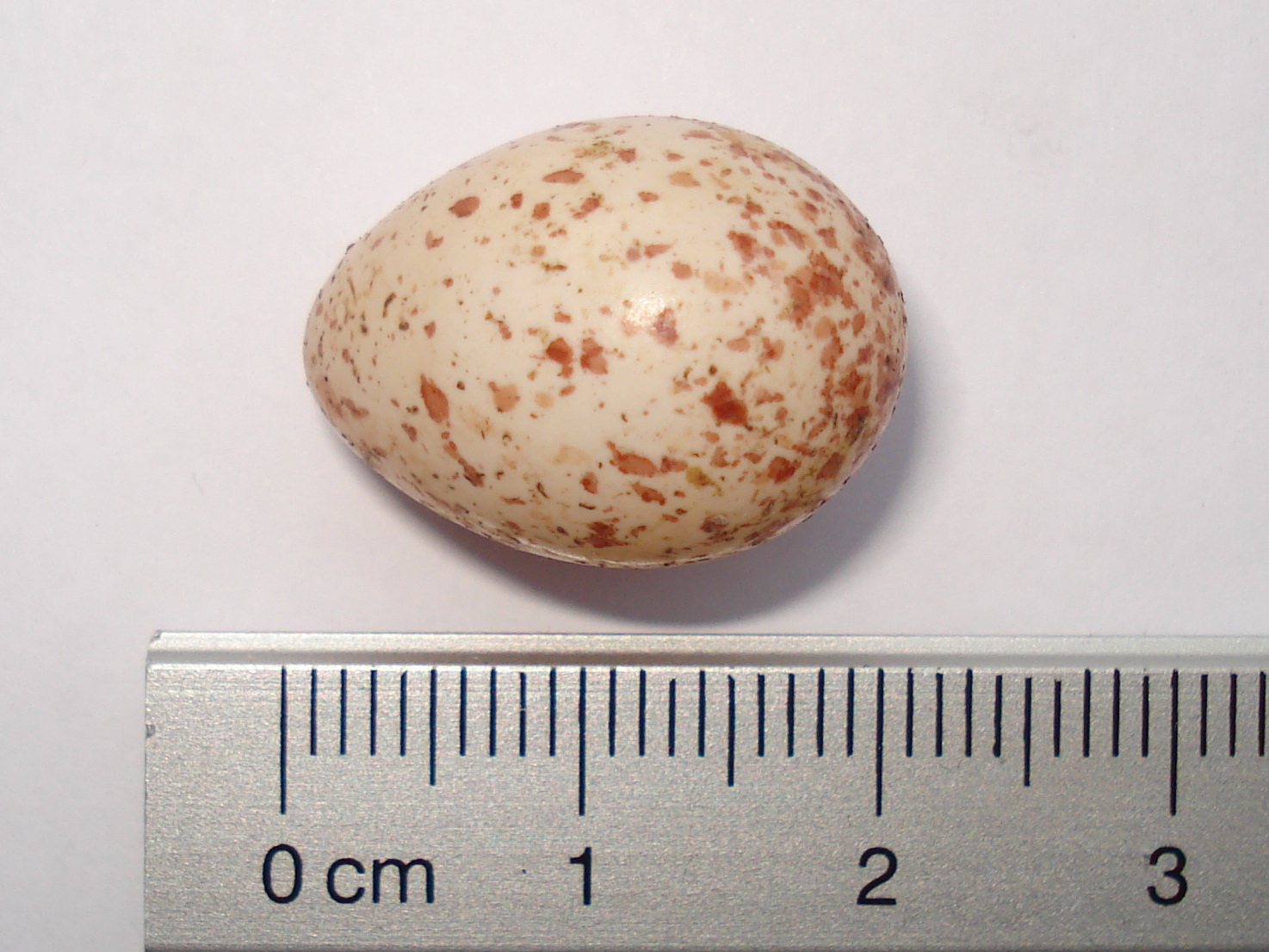
Un œuf de Sittelle torchepot (Sitta europaea).

Les sittelles sont monogames. Les œufs sont blancs, avec des marques rouges ou jaunes ; la taille de la ponte (le nombre d'œufs qu'elle compte) varie d'une espèce à l'autre et est généralement plus grande pour les espèces vivant plus au nord. L'incubation dure 12 à 18 jours et est réalisée par la femelle seule ou par les deux parents selon l'espèce. Les oisillons sont nidicoles (nus et dépendants) et s'emplument en 21 à 27 jours,,,. Mâle et femelle s'occupent de leur nourrissage, et pour les deux petites espèces d'Amérique du Nord — la Sittelle pygmée (S. pygmaea) et la Sittelle à tête brune (S. pusilla) — des mâles de la couvée précédente peuvent même aider les parents au nourrissage,.

### Démographie et prédateurs

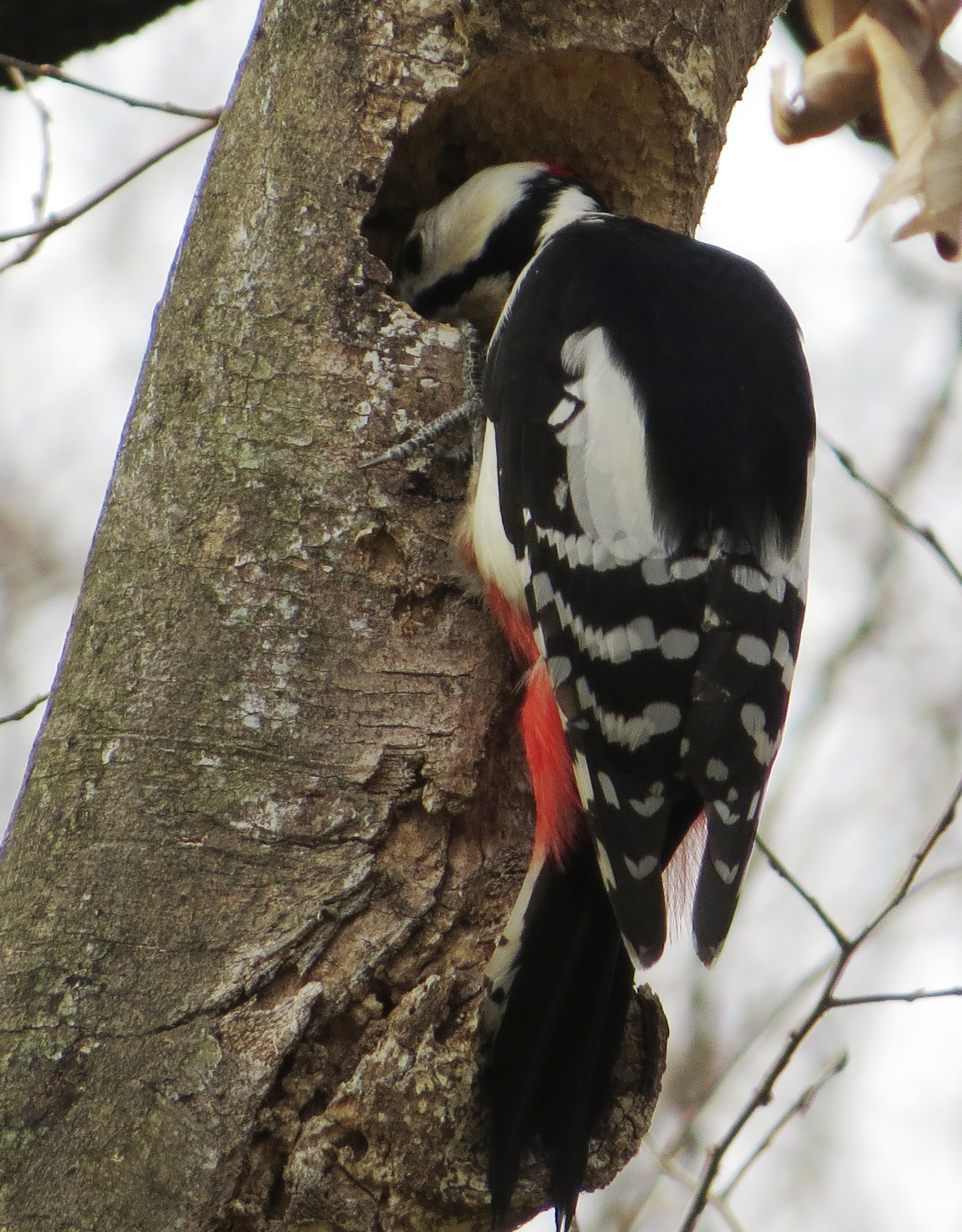
Le Pic épeiche (Dendrocopos major), répandu en Eurasie et qui fournit des sites de nidification aux sittelles, peut aussi être un prédateur important des nids de certaines espèces, comme la Sittelle torchepot ou la Sittelle corse.

Pour les quelques espèces pour lesquelles des données sont disponibles, la durée de vie moyenne d'une sittelle varie de deux à trois ans et demi, même si des individus vieux de dix ans ont été signalés,. Le taux de survie annuel (la proportion d'individus passant l'année) est très variable selon les espèces et la région : alors qu'il est de 61,6 % pour les mâles de la Sittelle corse (S. whiteheadi), il n'est pour la Sittelle à poitrine blanche (S. carolinensis) que de 35 % dans le Maryland et de 12 % en Arizona ; pour la Sittelle torchepot (S. europaea), il est de 42-47 % en Suède, 51-59 % en Belgique et 67 % en Sibérie.
Comme tous les petits oiseaux de forêts, les sittelles ont affaire aux mêmes prédateurs, tels les éperviers, les chouettes et hiboux, les écureuils et les pics. Une étude américaine a montré que le comportement face aux prédateurs pouvait être lié à la stratégie reproductive des espèces : l'idée était de mesurer la propension des mâles de deux espèces à nourrir les femelles couvant selon qu'ils étaient en présence d'un Épervier brun (Accipiter striatus), prédateur des adultes mais pas des œufs ou d'un Troglodyte familier (Troglodytes aedon), prédateur des couvées mais pas des adultes. La Sittelle à poitrine blanche (S. carolinensis), qui a une espérance de vie plus courte que la Sittelle à poitrine rousse (S. canadensis), mais qui a plus de jeunes, réagissait plus fortement en présence du prédateur d'œufs alors que la Sittelle à poitrine rousse, qui vit plus longtemps, était plus stressée en présence du rapace. Ce résultat conforte la théorie selon laquelle les espèces à espérance de vie longue profitent du taux de survie des adultes quand les oiseaux à vie plus courte « investissent » davantage dans la survie de leurs grandes couvées.
Le froid peut s'avérer un problème pour les petits oiseaux sédentaires. Plusieurs espèces de sittelles forment des groupes pour le repos, dans lesquels les individus se blottissent les uns contre les autres. Par exemple, la Sittelle pygmée (S. pygmaea) peut former de tels groupes comptant jusqu'à 170 individus ; elle peut aussi abaisser sa température corporelle et ainsi mieux conserver son énergie par hypothermie et un métabolisme ralenti.

### Alimentation

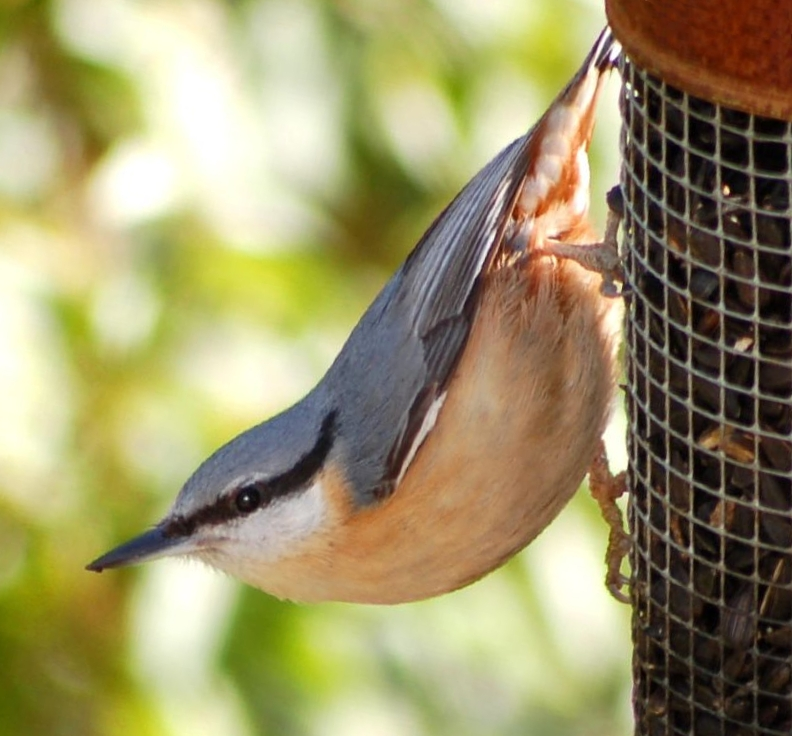
La Sittelle torchepot fréquente souvent les mangeoires.

Les sittelles cherchent leur nourriture le long des troncs et des arbres, faisant partie de la même guilde alimentaire que les pics. Cependant, à la différence des pics et des grimpereaux, elles n'utilisent pas leur queue pour s'aider à se maintenir mais comptent sur leurs fortes pattes et leurs doigts pour progresser par petits sauts,. Les sittelles sont capables de descendre la tête la première le long des troncs et de s'accrocher la tête en bas aux branches. Les sittelles des milieux rocheux — Sittelle de Neumayer (S. neumayer) et Sittelle des rochers (S. tephronota) — ont des méthodes de prospection similaires à celles des sittelles forestières, mais s'alimentent sur des surfaces rocheuses et parfois sur des bâtiments. Lors de la saison de reproduction, les couples de sittelles se nourrissent généralement seuls sur leur territoire, mais ils peuvent rejoindre des mésanges ou des volées mixtes d'alimentation en dehors de cette période,,.
Les insectes et divers autres invertébrés représentent la majeure partie de l'alimentation des sittelles, surtout pendant la saison de reproduction, période durant laquelle les oiseaux se nourrissent presque uniquement de proies vivantes. La plupart des espèces consomment des graines l'hiver, quand les invertébrés se font plus rares. Les sittelles peuvent coincer de plus grosses proies (comme de gros insectes, des escargots, des glands ou des graines) dans les fissures d'arbres avant de les pilonner avec leur bec solide afin de les briser. La Sittelle à tête brune peut utiliser un morceau d'écorce comme levier pour soulever d'autres morceaux d'écorce afin de trouver sa nourriture ; l'outil peut alors être transporté d'arbre en arbre ou utilisé pour couvrir une cache de graines. Toutes les sittelles semblent faire des réserves de nourriture, principalement de graines, en remplissant des caches dans des fissures d'arbres, dans le sol, sous de petites pierres ou derrière des morceaux d'écorce. Ces caches peuvent être remémorées jusqu'à 30 jours,,. Les sittelles des zones rocheuses peuvent aussi utiliser des caches, en entreposant des escargots dans des crevasses,. Chez la Sittelle torchepot, on a observé que les oiseaux évitaient d'utiliser leurs cachettes dans des conditions relativement bénignes, préférant les réserver pour les périodes les plus rudes.

## Répartition et habitat

### Répartition
Les sittelles sont présentes dans une grande partie de l'hémisphère nord : en Amérique du Nord et dans le Nord de l'Amérique centrale, dans la majorité de l'Europe et à travers toute l'Asie jusqu'à la ligne Wallace. La plus grande diversité se trouve dans les régions montagneuses de l'Asie centrale et du Sud, où une vingtaine d'espèces existent. On trouve cinq espèces en Europe et quatre en Amérique du Nord. En Afrique, on ne trouve que deux espèces aux populations extrêmement limitées : une sous-espèce de la Sittelle torchepot (S. europaea hispaniensis), dans le Rif marocain et la Sittelle kabyle (S. ledanti), endémique de quelques localités de petite Kabylie. Le genre est absent de l'Amérique du Sud et de l'Océanie.
La plupart des espèces sont sédentaires et résidentes annuelles, et la seule sittelle effectuant des migrations assez marquées est la Sittelle à poitrine rousse (S. canadensis), qui hiverne en Amérique du Nord mais qui déserte les parties les plus septentrionales de sa distribution, c'est-à-dire certaines zones de reproduction au Canada. Des individus erratiques de cette espèce ont été retrouvés aux Bermudes, en Islande et en Angleterre.

Carte d'abondance en espèces de sittelles selon Matthysen (1998) :
Une espèce
Deux ou trois espèces
Quatre espèces ou plus

### Habitat

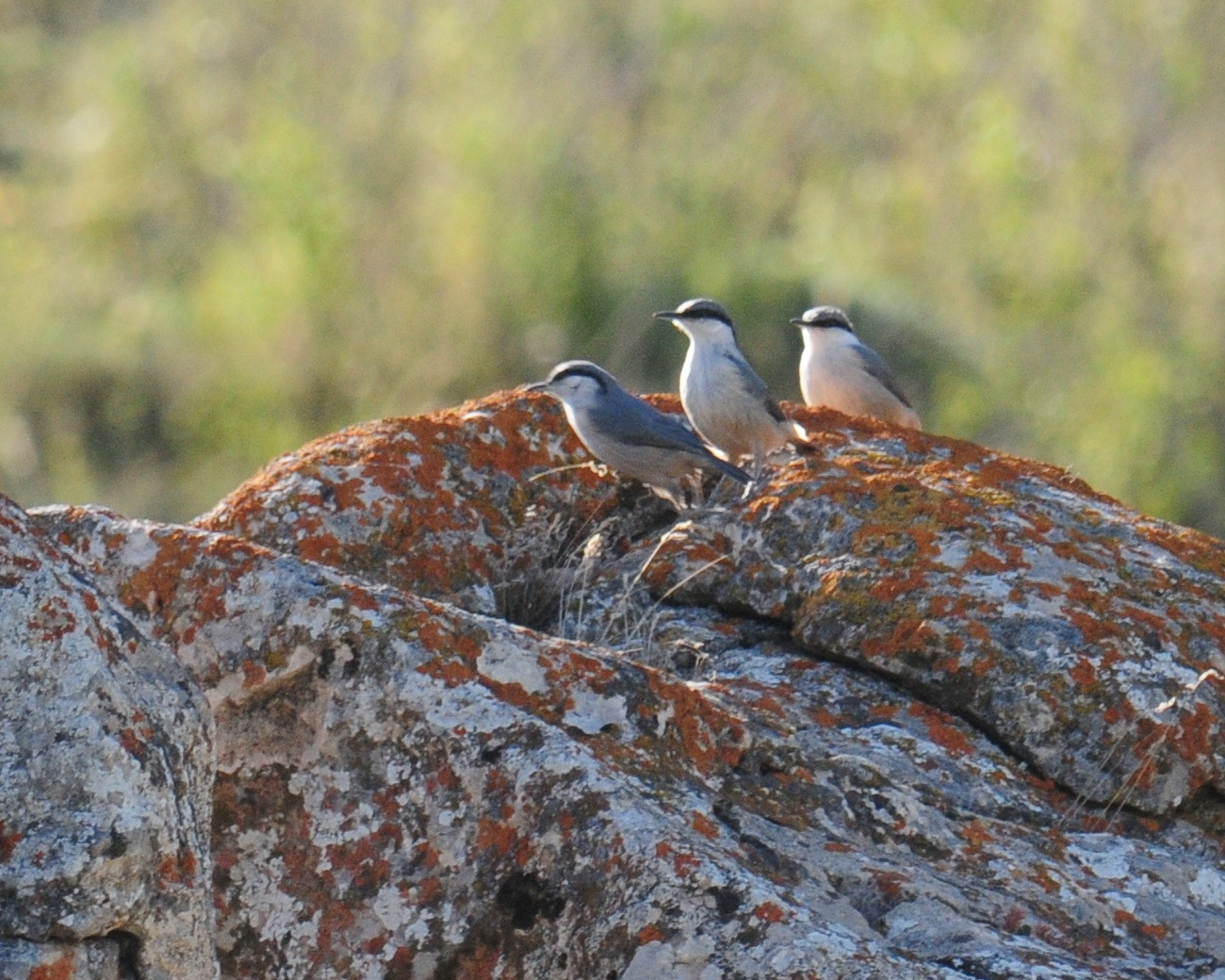
La Sittelle de Neumayer est l'une des deux espèces de sittelles peuplant les milieux rocailleux.

La plupart des sittelles sont typiquement forestières et peuplent les forêts tempérées de montagne, mais deux espèces, la Sittelle de Neumayer (S. neumayer) et de la Sittelle des rochers (S. tephronota), se sont plutôt adaptées aux habitats rocheux de régions plus sèches d'Eurasie : elles hivernent dans des zones boisées mais nichent sur des pentes rocheuses ou dans des falaises,. Les différentes espèces de sittelles ont des préférences écologiques diverses concernant les types de boisements peuplés. Par exemple, la Sittelle corse (S. whiteheadi) est fortement associée aux forêts de Pins laricio corses (Pinus nigra var. corsicana), quand la Sittelle torchepot (S. europaea) peuple toutes sortes de boisements mixtes ou de feuillus, et niche dans les forêts de conifères dans la partie la plus septentrionale de son aire de répartition. Dans certaines parties de l'Asie, où plusieurs espèces cohabitent dans la même région géographique, on observe souvent une séparation altitudinale des espèces selon leur habitat optimal,.
Les sittelles se rencontrent sous des climats plutôt tempérés. Les espèces les plus au nord vivent à des altitudes proches du niveau de la mer quand celles plus au sud cherchent les températures plus fraîches en altitude. La Sittelle torchepot et la Sittelle à poitrine rousse, par exemple, sont des oiseaux de basses altitudes dans le nord de leurs aires de répartition, mais nichent dans les montagnes plus au sud. La Sittelle torchepot qui niche en juillet quand la température est comprise entre 16 et 27 °C, se trouve au niveau de la mer en Europe du Nord, mais à des altitudes entre 1 750 et 1 850 m au Maroc. La Sittelle veloutée (S. frontalis) est la seule espèce de la famille qui peuple les forêts tropicales de basses altitudes.

## Taxinomie et systématique

### Histoire de la taxinomie
Le genre Sitta est décrit en 1758 par le naturaliste suédois Carl von Linné dans son Systema Naturae. Linné ne décrit alors qu'une espèce, la torchepot, qu'il place parmi les « Picae » comptant également, entre autres, les perroquets, les pics, les martins-pêcheurs et les colibris. Le nom du genre dérive du grec ancien σίττη (sittè), trouvé dans l'Histoire des animaux d'Aristote, qui correspondrait au cri d'appel des bergers grecs, « psitta ! », pour rassembler leurs troupeaux, et peut-être dérivé du chant de la Sittelle torchepot (S. europaea) ou plus probablement de la Sittelle de Neumayer (S. neumayer). Au fil des classifications publiées, le genre est placé dans des groupes de passereaux assez différents. Les classifications reposent toutes, pour l'essentiel, sur la forme du bec. Ainsi, en 1806, André Marie Constant Duméril place les sittelles parmi les Tenuirostres puis en 1817, Georges Cuvier les place parmi les conirostres.
La famille des Sittidae est quant à elle décrite par René Primevère Lesson en 1828. En 1950, Charles Vaurie reconnaît deux sous-familles : les Sittinae, contenant les sittelles, et les Tichodromadinae, ne contenant que le Tichodrome échelette (Tichodroma muraria). Vaurie considère en effet cette dernière espèce comme intermédiaire entre les sittelles et les grimpereaux, mais la texture de son plumage, la forme et les motifs de sa queue la font plutôt se rapprocher des sittelles. Le tichodrome a cependant été déplacé depuis vers une famille à part entière, celle des Tichodromadidae. D'autres groupes d'oiseaux aux morphologies ressemblantes ont un temps également été placés dans les Sittidae, et Ernst Mayr et Dean Amadon qualifient en 1951 la famille de « dépotoir » regroupant des oiseaux aux allures superficielles de sittelles sans affinités phylogénétiques claires. Parmi ces groupes, on compte en plus du tichodrome les néosittes (Daphoenositta, Neosittidae) d'Australasie, l'Hypositte malgache (Hypositta corallirostris) de la famille des Vangidae, les échelets (Climacteridae) d'Australasie, les rhabdornis des Philippines de la famille des Sturnidae ou encore les deux espèces du genre Salpornis (généralement placées dans les Certhiidae), d'Afrique et d'Inde. Tous ces groupes ont suivi une évolution convergente pour une même niche écologique mais ne sont pas directement apparentés aux sittelles ; ils ont depuis été sortis de la famille des Sittidae : seul le genre Sitta y subsiste généralement, bien que les Salpornis y soient parfois inclus. En raison de ressemblances morphologiques, le nom commun de « sittelle » a aussi pu être donné à des oiseaux non-apparentés : c'est le cas de l'Hypositte malgache appelée « Sittelle malgache » ou « Vanga sittelle », et du Crombec sittelle (Sylvietta brachyura), un Macrosphenidae.

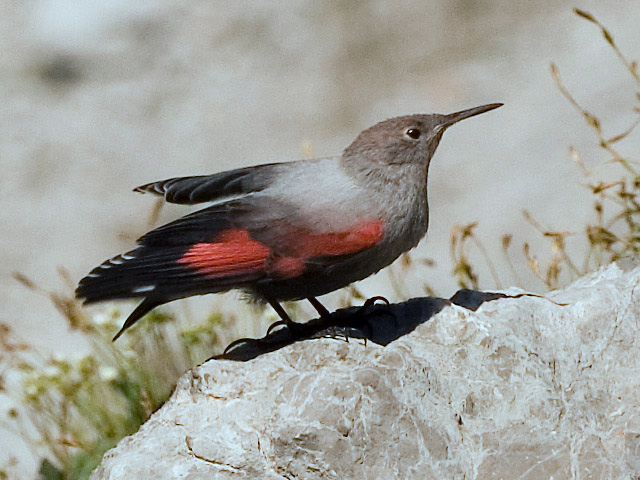
Un Tichodrome échelette (Tichodroma muraria).
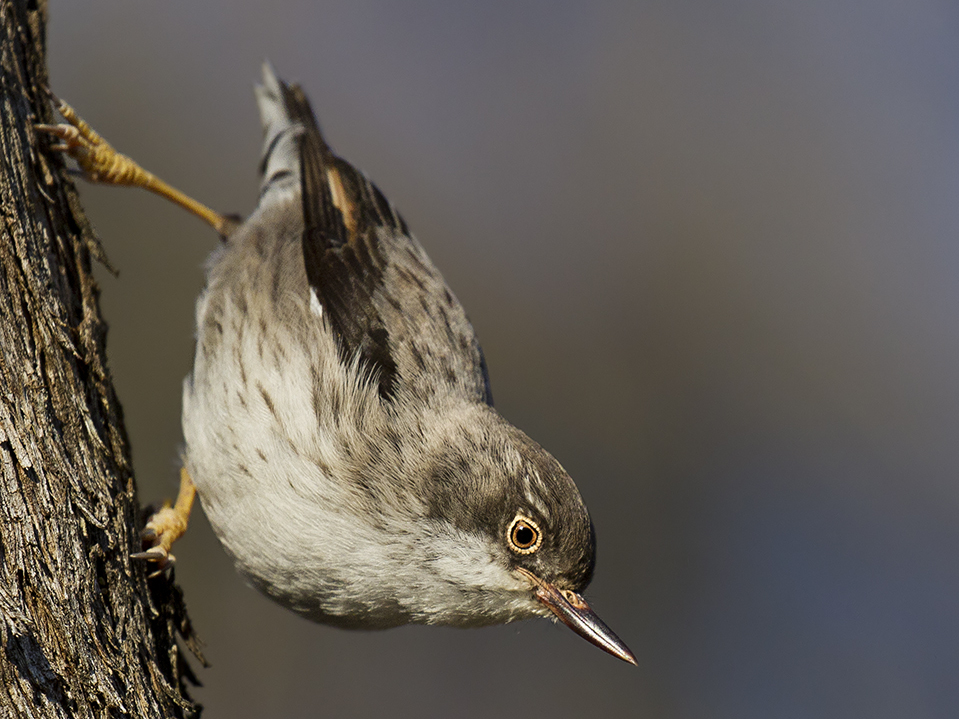
Néositte variée (Daphoenositta chrysoptera).
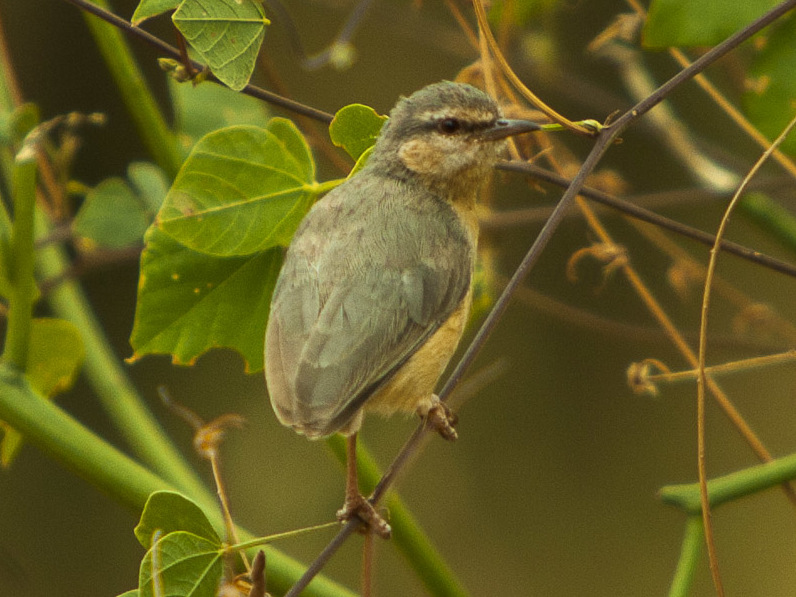
Crombec sittelle (Sylvietta brachyura).
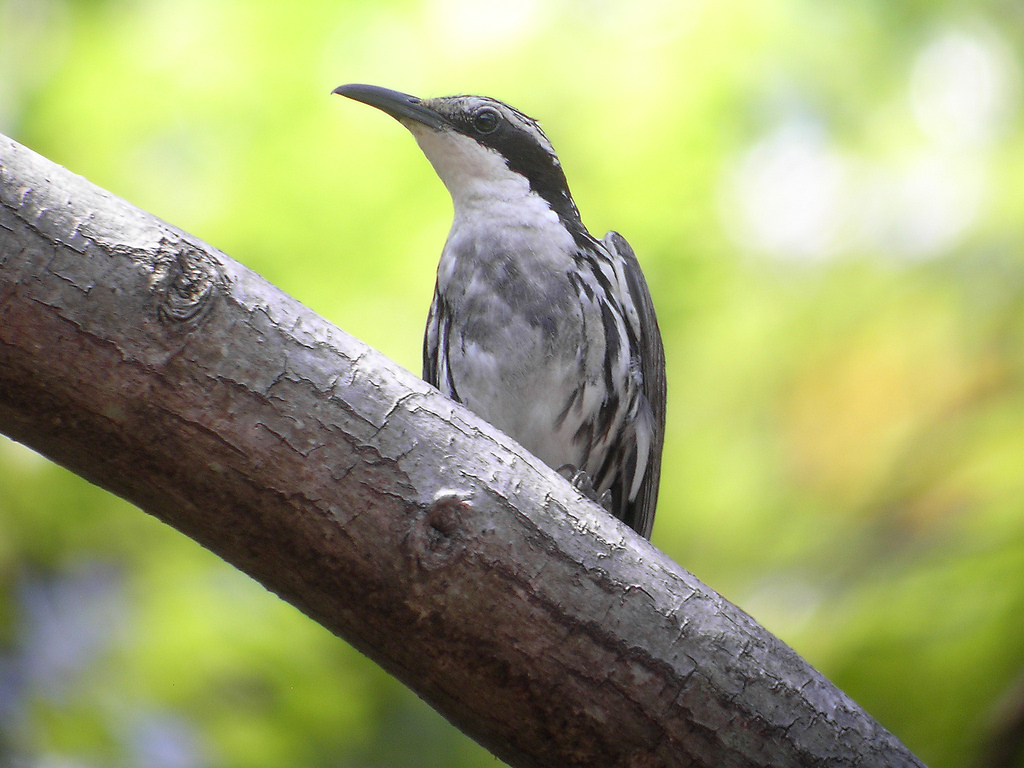
Rhabdornis à tête striée (Rhabdornis mystacalis).

- Certhioidea
  - 
    - Tichodromidae (tichodrome)
    - Sittidae (sittelles)

  - 
    - Certhiidae (grimpereaux)
    - 
      - Polioptilidae (microbates
et gobemoucherons)
      - Troglodytidae (troglodytes)

Les sittelles et le tichodrome ont longtemps été placés près des grimpereaux (Certhiidae) et des mésanges (Paridae). En 1957, Charles Vaurie propose même de placer les sittelles et le tichodrome avec les mésanges au sein d'une même famille. En 1990, Charles Sibley et Jon Ahlquist rapprochent les sittelles des grimpereaux dans leur classification mais estiment la divergence des mésanges bien antérieure. En 2006, des chercheurs suédois sortent les sittelles et d'autres apparentés de la super-famille des Sylvioidea. Les Sittidae sont donc désormais placés dans la super-famille des Certhioidea comme définie par Cracraft et al. en 2004 sur la base de marqueurs nucléaires et mitochondriaux, ou des Muscicapoidea par les auteurs ne reconnaissant pas la validité des Certhioidea. Les relations des groupes au sein de la super-famille des Certhioidea restent assez incertaines, comme la position exacte des Certhia dans la super-famille ou celle des Salpornis, généralement placés dans les Certhiidae, mais qui pourraient être plutôt proches des sittelles.

### Appellations

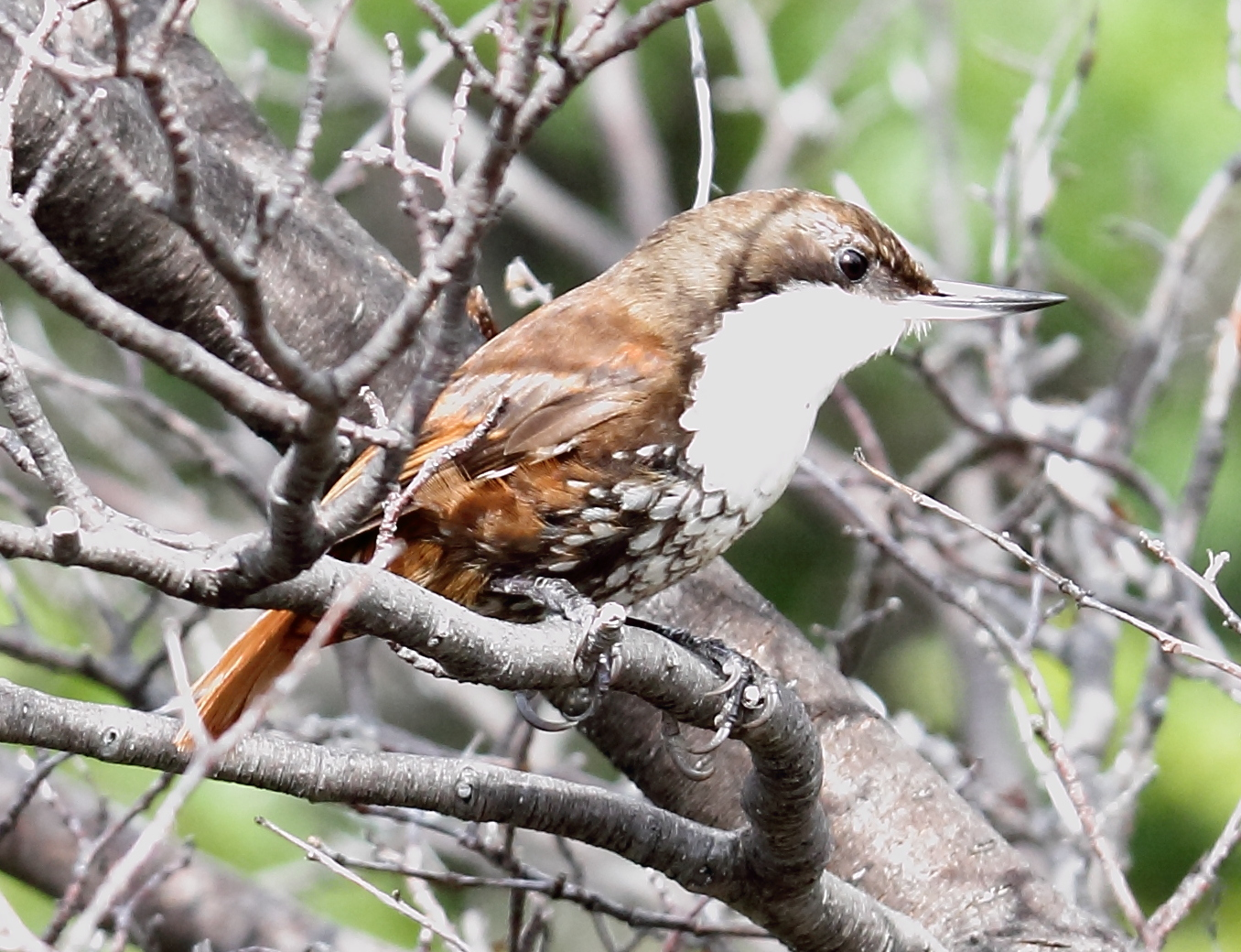
Une Picotelle à gorge blanche (Pygarrhichas albogularis).

Le nom de « sittelle » dérive directement du latin sitta, avec le suffixe « -elle », et est attesté par Buffon dès 1778. Buffon signale aussi en 1785 l'existence de l'appellation « picotelle », du catalan picotella, pour désigner les sittelles. Ce terme fait aujourd'hui référence à un petit furnariidé du Sud de l'Argentine et du Chili, la Picotelle à gorge blanche (Pygarrhichas albogularis), dont l'apparence rappelle celle des sittelles mais auxquelles il n'est cependant que lointainement apparenté. Les anciens dictionnaires français d'histoire naturelle font également mention de nombreux noms vulgaires alternatifs pour la sittelle — en particulier pour l'espèce européenne, le « torchepot » —, tels que « casse-noisette », « casse-noix », « cendrille », « grimpard », « grand grimpereau », « grimpereau », « hoche-queue », « pic bleu », « pic cendré », « pic-maçon », « pic de mai » ou « tape-bois » et mentionnent plusieurs autres appellations régionales comme « bèque-bois cendré », « cape-bois », « chausse-pot », « dos bleu », « grimpant », « maçon », « perce-pot » et « planot ».

### Liste des espèces

#### Espèces actuelles

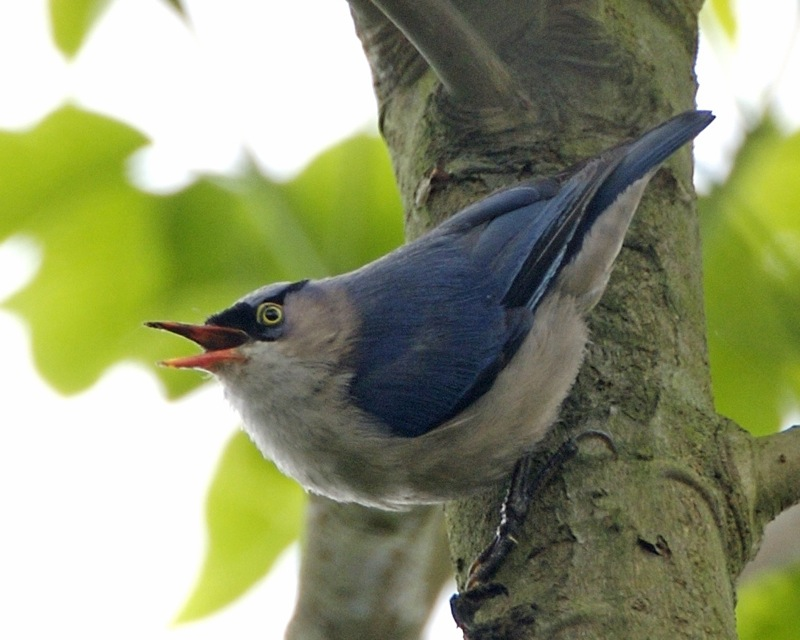
La Sittelle veloutée (S. frontalis) pourrait, avec la Sittelle à bec jaune (S. solangiae) et la Sittelle des Philippines (S. oenochlamys), être placée dans un genre distinct.

La limite entre les espèces est parfois difficile à définir. La Sittelle à poitrine rousse (S. canadensis), la Sittelle corse (S. whiteheadi) et la Sittelle de Chine (S. villosa) ont des répartitions distantes de milliers de kilomètres, mais ont des préférences écologiques, des morphologies et des chants similaires. Elles étaient parfois considérées comme ne formant qu'une seule espèce, et l'étude du cytochrome b les montre phylogénétiquement très proches ; ce groupe forme également une super-espèce avec la Sittelle de Krüper (S. krueperi) et la Sittelle kabyle (S. ledanti). Par souci de stabilité de la taxinomie, toutes gardent cependant leur statut d'espèce à part entière. De la même façon, la Sittelle torchepot (S. europaea), la Sittelle de Sibérie (S. arctica), la Sittelle des Naga (S. nagaensis), la Sittelle du Cachemire (S. cashmirensis), la Sittelle indienne (S. castanea), la Sittelle de Blyth (S. cinnamoventris) et la Sittelle d'Indochine (S. neglecta) forment aussi une super-espèce dont les espèces qui la composent se remplacent géographiquement les unes les autres à travers l'Eurasie. Si ces sept espèces sont reconnues par des autorités comme le Congrès ornithologique international, elles n'ont pas toujours été acceptées. La Sittelle de Blyth (S. cinnamoventris) et la Sittelle d'Indochine (S. neglecta) étaient par exemple autrefois placées en tant que sous-espèces de S. castanea (alors portant le nom normalisé CINFO de Sittelle à ventre marron). Chez la Sittelle torchepot, la Sittelle de Sibérie, autrefois considérée comme une sous-espèce nordique, est réellement traitée en tant qu'espèce à partir de 2006,. Chez la torchepot encore, le groupe de sous-espèces « caesia », peuplant une grande partie de l'Europe jusqu'au Moyen-Orient, est parfois considéré comme distinct du groupe « europaea » (de Scandinavie et de Russie) avec une zone d'hybridation importante de la Baltique à la mer Noire.
Les relations d'autres groupes d'espèces sont mal résolues : en 2006, l'ornithologue Edward C. Dickinson propose dans une révision des sittelles asiatiques d'éclater le genre Sitta. Il suggère notamment de placer les sittelles sud-asiatiques à bec jaune — Sittelle veloutée (S. frontalis), Sittelle à bec jaune (S. solangiae) et Sittelle des Philippines (S. oenochlamys) — dans un genre à part entière, de créer un troisième genre pour la Sittelle bleue (S. azurea) et possiblement un quatrième pour la Sittelle superbe (S. formosa). En 2012, une équipe américaine montre que la Sittelle à poitrine blanche (Sitta carolinensis), qui compte alors sept sous-espèces, est en réalité composée d'au moins quatre lignées sans flux de gènes entre elles, distinguables par leur morphologie et leur chant et qui pourraient donc constituer autant d'espèces à part entière. Parmi les espèces au statut fluctuant, existe aussi la Sittelle de Przewalski (S. przewalskii), parfois considérée comme une sous-espèce à la répartition très disjointe de la Sittelle à joues blanches (S. leucopsis).
Pendant l'été 2006, des Hollandais participant à une expédition entomologique observent incidemment un couple de sittelles dans l'Altaï, près du point de rencontre de la Chine, du Kazakhstan, de la Mongolie et de la Russie, dans une forêt pure de mélèzes (Larix sp.). Le mâle a une calotte noire, et la femelle pas, et les deux ont un trait oculaire sombre surmonté d'un sourcil blanc. L'espèce la plus proche géographiquement pouvant correspondre à cette description est la Sittelle de Chine (S. villosa), qui serait alors loin de sa répartition connue, et qui a les parties inférieures plus chamoisées que les individus observés. À partir de ce moment, l'identité de l'oiseau surnommé « sittelle de l'Altaï », nécessite alors des recherches ciblées. En juin 2017, en période de reproduction, deux ornithologues suisses partent à la recherche de cette sittelle sur le site de signalement, restant cinq nuits pour prospecter dans les forêts environnantes de toute nature, de l'aube au crépuscule, de la limite des arbres au fond des vallées. Plusieurs couples nicheurs de sittelles S. europaea asiatica sont identifiés, et répondent à la repasse du chant de l'espèce, mais aucune autre sorte de sittelle n'est identifiée. Les auteurs concluent que l'observation de 2006 concernait probablement la sous-espèce locale de torchepot, qui peut présenter un sourcil blanc très visible, et dont la calotte peut paraître assombrie selon l'angle de vue, l'usure du plumage, ou éventuellement si elle est salie de charbon.
L'encyclopédie en ligne Handbook of the Birds of the World Alive, qui offre une version mise à jour de la série d'ouvrages Handbook of the Birds of the World, propose de reconnaître comme espèce à part entière la Sittelle des Bahamas (Sitta insularis), endémique de Grand Bahama et considérée par les autres sources comme une sous-espèce de la Sittelle à tête brune (S. pusilla). Cette décision est également suivie en 2021 par le Congrès ornithologique international (version 11.2).
Selon la version 9.2 du Congrès ornithologique international (2019) et Alan P. Peterson, le genre compte 28 espèces, répertoriées dans le tableau suivant par ordre systématique (colonne par colonne) :
| Image                    | Nom binomial Auteur                      | Nom normalisé (CINFO)  | Nombre de sous-espèces | Répartition                                                                     | Image                    | Nom binomial Auteur                          | Nom normalisé (CINFO)       | Nombre de sous-espèces | Répartition                                                                             |
| ------------------------ | ---------------------------------------- | ---------------------- | ---------------------- | ------------------------------------------------------------------------------- | ------------------------ | -------------------------------------------- | --------------------------- | ---------------------- | --------------------------------------------------------------------------------------- |
| Image à seul but visuel. | Sitta europaea Linnaeus, 1758            | Sittelle torchepot     | 21 (détail)            | Eurasie tempérée                                                                | Image à seul but visuel. | Sitta yunnanensis Ogilvie-Grant, 1900        | Sittelle du Yunnan          | — aucune —             | Endémique du sud-ouest de la Chine                                                      |
| Image à seul but visuel. | Sitta arctica Buturlin, 1907             | Sittelle de Sibérie    | — aucune —             | Nord-est de la Sibérie                                                          | Image à seul but visuel. | Sitta canadensis Linnaeus, 1766              | Sittelle à poitrine rousse  | — aucune —             | Répandue dans toute l'Amérique du Nord                                                  |
| Image à seul but visuel. | Sitta nagaensis Godwin-Austen, 1874      | Sittelle des Naga      | 3                      | Du Tibet au centre-sud du Viêt Nam                                              | Image à seul but visuel. | Sitta villosa J. Verreaux, 1865              | Sittelle de Chine           | 3                      | Est de l'Asie (Chine, sud-est de la Sibérie, Corée)                                     |
| Image à seul but visuel. | Sitta cashmirensis W.E. Brooks, 1871     | Sittelle du Cachemire  | — aucune —             | Centre-sud de l'Indomalais (de l'est de l'Afghanistan à l'ouest du Népal)       | Image à seul but visuel. | Sitta leucopsis Gould, 1850                  | Sittelle à joues blanches   | — aucune —             | Endémique de l'ouest de l'Himalaya                                                      |
| Image à seul but visuel. | Sitta castanea Lesson, 1830              | Sittelle indienne      | 2                      | Nord et centre de l'Inde                                                        | Image à seul but visuel. | Sitta przewalskii Berezowski & Bianchi, 1891 | Sittelle de Przewalski      | — aucune —             | Sud-est du Tibet, centre-ouest de la Chine                                              |
| Image à seul but visuel. | Sitta cinnamoventris Blyth, 1842         | Sittelle de Blyth      | 4                      | Du nord du Pakistan au nord de l'Asie du Sud-Est (ouest du Yunnan et Thaïlande) | Image à seul but visuel. | Sitta carolinensis Latham, 1790              | Sittelle à poitrine blanche | 7                      | Amérique du Nord, depuis le sud du Canada jusqu'au nord du Mexique                      |
| Image à seul but visuel. | Sitta neglecta Walden, 1870              | Sittelle d'Indochine   | — aucune —             | De la Birmanie au sud du Viêt Nam                                               | Image à seul but visuel. | Sitta neumayer Michahelles, 1830             | Sittelle de Neumayer        | 3                      | Sud-est de l'Europe et ouest de l'Asie (Turquie, Israël, Iran et Irak)                  |
| Image à seul but visuel. | Sitta himalayensis Jardine & Selby, 1835 | Sittelle de l'Himalaya | — aucune —             | De l'Himalaya au nord-ouest du Viêt Nam                                         | Image à seul but visuel. | Sitta tephronota Sharpe, 1872                | Sittelle des rochers        | 4                      | Nord de l'Irak et ouest de l'Iran, à l'est jusqu'en Asie centrale                       |
| Image à seul but visuel. | Sitta victoriae Rippon, 1904             | Sittelle du Victoria   | — aucune —             | Endémique de l'ouest de la Birmanie                                             | Image à seul but visuel. | Sitta frontalis Swainson, 1820               | Sittelle veloutée           | 5                      | Depuis l'Inde et le Sri Lanka jusqu'à l'Indonésie et les Philippines en Asie du Sud-Est |
| Image à seul but visuel. | Sitta pygmaea Vigors, 1839               | Sittelle pygmée        | 6                      | Du sud-ouest du Canada jusqu'à l'ouest du Mexique                               | Image à seul but visuel. | Sitta solangiae (Delacour & Jabouille, 1930) | Sittelle à bec jaune        | 3                      | Viêt Nam, Laos, sud-est de la Chine                                                     |
| Image à seul but visuel. | Sitta pusilla Latham, 1790               | Sittelle à tête brune  | 2                      | Sud-est des États-Unis et Grand Bahama                                          | Image à seul but visuel. | Sitta oenochlamys (Sharpe, 1877)             | Sittelle des Philippines    | 6                      | Endémique des Philippines                                                               |
| Image à seul but visuel. | Sitta whiteheadi Sharpe, 1884            | Sittelle corse         | — aucune —             | Endémique de la Corse                                                           | Image à seul but visuel. | Sitta azurea Lesson, 1830                    | Sittelle bleue              | 3                      | Malaisie, Sumatra, Java                                                                 |
| Image à seul but visuel. | Sitta ledanti Vielliard, 1976            | Sittelle kabyle        | — aucune —             | Endémique de quelques massifs de petite Kabylie (Algérie)                       | Image à seul but visuel. | Sitta magna R.G.W. Ramsay, 1876              | Sittelle géante             | 2                      | Du centre-sud de la Chine au nord-ouest de la Thaïlande                                 |
| Image à seul but visuel. | Sitta krueperi Pelzeln, 1863             | Sittelle de Krüper     | — aucune —             | De l'est de la Grèce jusqu'en Turquie                                           | Image à seul but visuel. | Sitta formosa Blyth, 1843                    | Sittelle superbe            | — aucune —             | Depuis l'Himalaya jusqu'au nord-ouest du Viêt Nam                                       |

#### Hybrides observés
De nombreuses sittelles peuvent s'hybrider quand leurs aires de répartition entrent en contact. Par ordre alphabétique, on a notamment observé les hybrides suivants :
- Sitta (europaea) caesia × Sitta europaea europaea, quand Sitta (europaea) caesia est considérée en tant qu'espèce à part entière, est un hybride fréquent dans la nature (de la mer Baltique à la mer Noire) ;
- Sitta cashmirensis × Sitta castanea, hybride observé en captivité pour deux espèces séparées altitudinalement ;
- Sitta cashmirensis × Sitta (europaea) sinensis, hybride observé en captivité pour deux espèces aux répartitions disjointes ;
- Sitta castanea × Sitta (europaea) sinensis, hybride observé en captivité pour deux espèces aux répartitions disjointes ;
- Sitta europaea europaea × Sitta (europaea) sinensis, quand Sitta (europaea) sinensis est considérée en tant qu'espèce à part entière, hybride fréquent dans la nature (Nord-Est de la Chine) et correspondant peut-être à la sous-espèce Sitta europaea amurensis ;
- Sitta nagaensis × Sitta (europaea) sinensis, hybride supposé, mais probablement fréquent (Sud de la Chine), et correspondant peut-être à la sous-espèce Sitta nagaensis montium.

#### Espèces fossiles

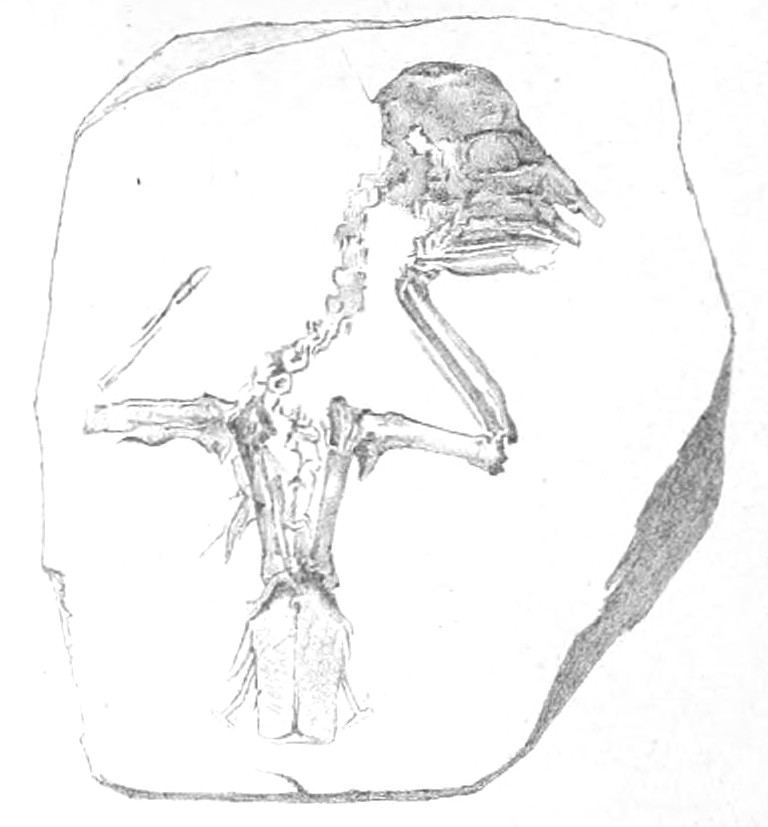
Dessin du fossile décrit sous le nom de « Sitta senogalliensis ».

En 1852, Paul Gervais décrit un fossile provenant de Montmartre de l'Éocène supérieur, sous le nom de « Sitta? Cuvieri », sans être certain de son appartenance au genre mais en trouvant le bec et les pattes ressemblants à ceux des sittelles. Ce taxon est ensuite déplacé des Sitta vers un nouveau genre, Palaegithalus, par Alphonse Milne-Edwards ; en 1933, il est considéré comme appartenant à la famille des Paridae par Kálmán Lambrecht et des Motacillidae par Jean Brunet en 1970. En 1998 enfin, Gerald Mayr le rapproche des Sylphornis et propose donc de rapprocher ce taxon, sous la combinaison Palaegithalus cuvieri, de la famille des Sylphornithidae, un groupe placé près de la racine de l'ordre des Piciformes,.
En 1888, Alessandro Portis décrit Sitta senogalliensis d'après des restes fossiles trouvés à Senigallia en Italie et datant du Miocène supérieur. L'appartenance de ce fossile à la famille a cependant été remise en cause, et cette espèce-ci est considérée incertae sedis en 2002.
En 2008, un tarsométatarse droit fossile trouvé en Bavière est décrit sous le nom de Certhiops rummeli. Datant du Miocène, il appartient probablement à un oiseau grimpeur de la super-famille des Certhioidea, sans que sa position exacte dans ce groupe ne soit déterminée. En 2018, une autre espèce fossile trouvée près du lac Baïkal, Kischinskinia scandens, est décrite dans cette super-famille sans que son placement phylogénétique exact vis-à-vis des grimpereaux, salpornis, tichodromes et sittelles soit connu.

### Sous-familles, sous-genres
En 1916, l'ornithologue Sergueï Boutourline publie une révision des sittelles, fruit de dix ans de travail. Il y décrit notamment trois nouvelles sous-espèces, mais aussi et surtout plusieurs sous-familles, genres et sous-genres, alors que le genre était jusque-là considéré comme très homogène. Il propose l'arrangement suivant :
- Daphaenosittinae, contenant les néosittes, aujourd'hui clairement séparées des sittelles
  - Daphaenositta De Vis, 1897
  - Neositta Hellmayr, 1901
- Cyanosittinae
  - Poecilositta Buturlin, 1916 - avec pour espèce type Sitta azurea ; est créé en remplacement de Dendrophila Swainson, 1837 à la disponibilité disputée par Dendrophila Hodgson, 1837, synonyme de Arborophila Hodgson, 1837
  - Cyanositta Buturlin, 1916 - avec pour espèce type Sitta frontalis
- Sittinae
  - Callisitta Bonaparte, 1850 - avec pour espèce type Sitta formosa
  - Arctositta Buturlin, 1916 - avec pour espèce type Sitta arctica
  - Sitta Linnaeus, 1758 - avec pour espèce type Sitta europaea
    - Sitta (Homositta) Buturlin, 1916 - avec pour espèce type Sitta castanea
    - Sitta (Micrositta) Buturlin, 1916 - avec pour espèce type Sitta villosa
    - Sitta (Leptositta) Buturlin, 1916 - avec pour espèce type Sitta leucopsis, et comptant aussi Sitta carolinensis
    - Sitta (Sitta) Linnaeus, 1758 - avec pour espèce type Sitta europaea

  - Mesositta Buturlin, 1916 - avec pour espèce type Sitta himalayensis
  - Rupisitta Buturlin, 1907 - avec pour espèce type Sitta tephronota

Depuis, la plupart des auteurs modernes ne reconnaissent qu'un genre regroupant toutes les sittelles, à l'exception notable de Hans Edmund Wolters qui, dans son ouvrage Die Vogelarten der Erde qui paraît de 1975 à 1982, propose une division en quatre genres et plusieurs sous-genres, et qui reprend un certain nombre des taxons de Buturlin. Les deux petites sittelles S. pygmaea et S. pusilla ne sont toutefois pas placées dans un quelconque sous-genre, mais Urs Noel Glutz von Blotzheim réutilise le sous-genre Sitta (Mesositta) de Buturlin pour les y placer avec deux espèces asiatiques. Le découpage en sous-genres résultant, peu utilisé, regroupe les espèces dans sept sous-genres ainsi composés :
- Sitta (Callisitta) Bonaparte, 1850
  - Sitta formosa
- Sitta (Poecilositta) Buturlin, 1916
  - Sitta azurea
- Sitta (Oenositta) Wolters, 1979
  - Sitta solangiae
  - Sitta frontalis
  - Sitta oenochlamys
- Sitta (Sitta) Linnaeus, 1758
  - Sitta magna
  - Sitta tephronota
  - Sitta neumayer
  - Sitta europaea
  - Sitta arctica
  - Sitta nagaensis
  - Sitta cashmirensis
  - Sitta castanea
  - Sitta cinnamoventris
  - Sitta neglecta
- Sitta (Mesositta) Buturlin, 1916
  - Sitta himalayensis
  - Sitta victoriae
  - Sitta pygmaea
  - Sitta pusilla
- Sitta (Micrositta) Buturlin, 1916
  - Sitta canadensis
  - Sitta villosa
  - Sitta yunnanensis
  - Sitta krueperi
  - Sitta ledanti
  - Sitta whiteheadi
- Sitta (Leptositta) Buturlin, 1916
  - Sitta leucopsis
  - Sitta przewalskii
  - Sitta carolinensis

### Phylogénies

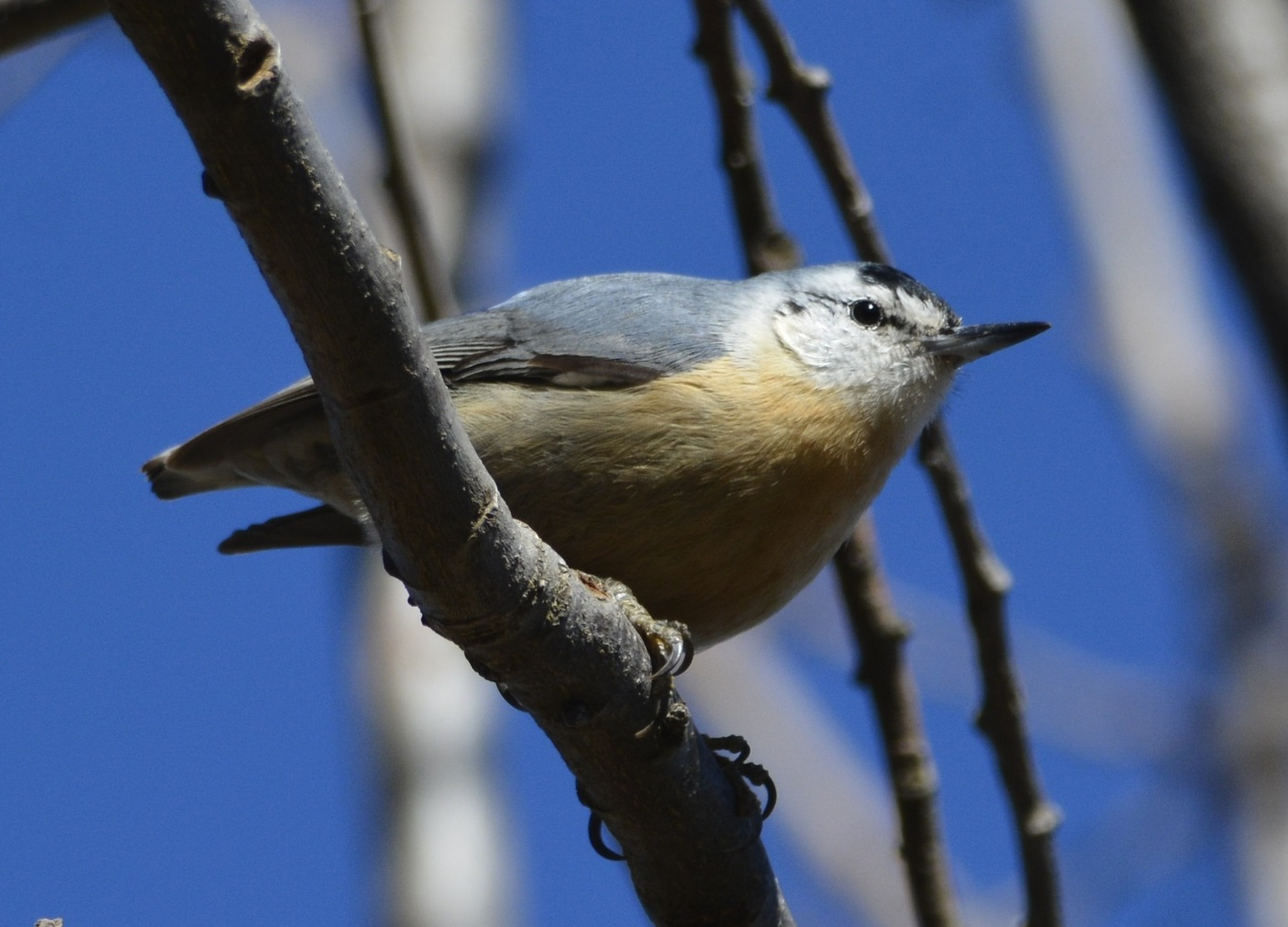
La Sittelle kabyle (ici un mâle) est placée dès sa description par Jacques Vielliard en 1976 dans un groupe dit « des sittelles mésogéennes », retrouvé en 1978 dans sa première phylogénie proposée pour les sittelles, puis invalidé par la suite.

Les sittelles sont possiblement originaires d'Asie du Sud-Est où l'on observe aujourd'hui la plus grande diversité d'espèces du genre. Peu après sa description de la Sittelle kabyle (S. ledanti), Jacques Vielliard propose en 1978 une phylogénie générale des sittelles. Erik Matthysen explique en 2010 que la seule phylogénie moléculaire existante est alors celle d'Éric Pasquet de 1998 s'intéressant à dix espèces, et notamment cinq des six du groupe « canadensis » correspondant au sous-genre Micrositta, sauf la Sittelle du Yunnan (S. yunnanensis),. Cette phylogénie invalide au moins en partie celle proposée par Vielliard. En 2014, Éric Pasquet et al. publient une phylogénie fondée sur l'ADN nucléaire et mitochondrial de 21 espèces de sittelles. Les quelques espèces non incluses dans l'étude ne représentent pas de gros manques dans la reconstruction de la phylogénie : la Sittelle indienne (S. castanea), la Sittelle de Blyth (S. cinnamoventris), la Sittelle d'Indochine (S. neglecta) et la Sittelle de Sibérie (S. arctica) sont en effet probablement proches de la Sittelle torchepot ; la Sittelle du Victoria (S. victoriae) est probablement proche de la Sittelle de l'Himalaya (S. himalayensis) ; la Sittelle à joues blanches (S. leucopsis) est proche de la Sittelle de Przewalski (S. przewalskii) et la Sittelle à bec jaune (S. solangiae) est proche de la Sittelle veloutée (S. frontalis) et de la Sittelle des Philippines (S. oenochlamys).
| Vielliard (1978) | Pasquet (1998) | Pasquet et al. (2014) | Päckert et al. (2020) |
| --- | --- | --- | --- |
| - Sitta - S. villosa - - † S. senogalliensis ? - « groupe des sittelles mésogéennes » - - S. ledanti - S. krueperi - S. whiteheadi - - S. pusilla / S. pygmaea - - S. leucopsis / S. carolinensis - - S. canadensis - - S. yunnanensis - - S. himalayensis / S. victoriae - - S. castanea - - S. cashmirensis - - S. europaea / S. nagaensis - S. neumayer / S. tephronota - - - S. magna - - S. azurea - S. formosa - S. frontalis / S. oenochlamys / S. solangiae | - Sitta - - S. frontalis - - S. pygmaea - « groupe canadensis » - - S. canadensis - - S. whiteheadi - S. villosa - - S. krueperi - S. ledanti - - S. europaea - - S. carolinensis - S. himalayensis | - Sitta - - - S. carolinensis - S. magna - - - - S. pusilla - S. pygmaea - - S. yunnanensis - - - S. ledanti - S. krueperi - - - S. whiteheadi - S. villosa - S. canadensis - - S. azurea - - S. frontalis - S. oenochlamys - S. formosa - - - S. tephronota - S. neumayer - - - S. cashmirensis - S. nagaensis - S. europaea - S. himalayensis - S. przewalskii Les nœuds statistiquement peu soutenus sont ici remplacés par des polytomies (« râteaux »). | - Sitta - - S. leucopsis - S. przewalskii - - - S. carolinensis - S. magna - - - S. formosa - - S. azurea - - S. frontalis - S. oenochlamys - - - S. pygmaea - - S. insularis - S. pusilla - - - S. yunnanensis - - S. ledanti - S. krueperi - - S. canadensis - - S. whiteheadi - S. villosa - - - S. tephronota - S. neumayer - - S. arctica - - - S. himalayensis - S. victoriae - - S. europaea - - S. nagaensis - - S. cashmirensis - - S. castanea - - S. neglecta - S. cinnamoventris Les nœuds statistiquement peu soutenus sont ici remplacés par des polytomies (« râteaux »). |

### Histoire évolutive

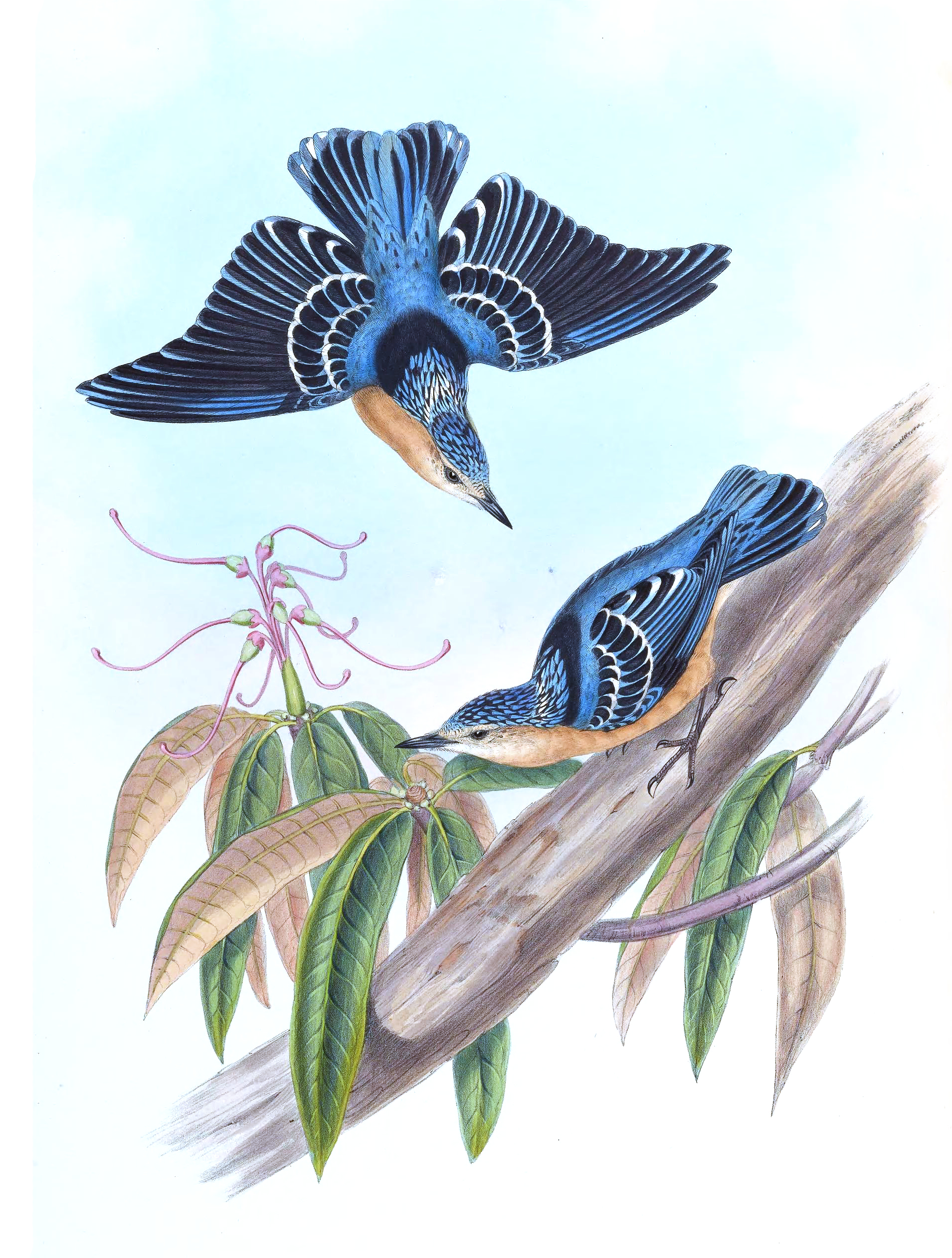
La Sittelle superbe (S. formosa), ici un couple dessiné par John Gould et Henry Constantine Richter, représente une lignée ancienne à l'histoire incertaine.

Selon Pasquet et al. (2014), l'origine de la famille date du début du Miocène, et les plus anciennes divergences ont lieu avant ou autour de 15 millions d'années. Il y a onze millions d'années, deux colonisations indépendantes du continent américain se produisent depuis l'Asie avec, d'une part, la divergence entre la Sittelle géante (S. magna) et la Sittelle à poitrine blanche (S. carolinensis), et d'autre part, la divergence entre le groupe canadensis et celui composé de la Sittelle pygmée (S. pygmaea) et de la Sittelle à tête brune (S. pusilla). L'histoire paléogéographique du groupe « canadensis » serait la suivante : la divergence entre les deux clades principaux (S. canadensis-S. whiteadi-S. villosa d'une part, et S. krueperi-S. ledanti de l'autre) apparaît il y a plus de cinq millions d'années, à la fin du Miocène, quand le clade de krueperi et ledanti s'installe dans le bassin méditerranéen au moment de la crise de salinité messinienne ; les deux espèces le constituant divergent il y a 1,75 million d'années. L'autre clade se divise quant à lui en trois avec des populations quittant l'Asie par l'est et donnant naissance à la Sittelle à poitrine rousse (S. canadensis) nord-américaine, puis il y a environ un million d'années par l'ouest, marquant la séparation entre Sittelle corse (S. whiteheadi) et Sittelle de Chine (S. villosa). La Sittelle pygmée et la Sittelle à tête brune divergent l'une de l'autre il y a six millions d'années. Le clade des deux sittelles des milieux rocheux diverge du groupe europaea il y a environ treize millions d'années, et les deux espèces le composant divergent l'une de l'autre il y a quatre millions d'années. La position de la Sittelle superbe (S. formosa) est statistiquement peu soutenue, et sa parenté est donc douteuse, mais elle représente une lignée probablement ancienne, vieille d'au moins quatorze millions d'années.

## Les sittelles et l'homme

### Dans la culture
Selon les croyances de certaines ethnies indiennes d'Amérique du Nord, l'animal choisi comme totem pourrait transmette ses qualités aux hommes ; les humains qui arrivent à communiquer avec les sittelles pourraient donc acquérir plus de confiance en eux, l'oiseau qui se déplace tête en bas étant représentatif de cette qualité. Dans l'Edda poétique, recueil de poèmes du XIIIe siècle sur la mythologie nordique, un poème narre l'histoire d'un jeune aventurier, Sigurth, qui allié au nain Regin, tue le dragon Fafnir. Il absorbe un peu de sang du dragon et se met alors à comprendre le langage des sittelles autour de lui. Elles le préviennent de la traîtrise du nain qui veut le tuer pour s'emparer seul du trésor du dragon. Sigurth tue alors Regin puis, guidé par les sittelles, se rend au siège du royaume avec le trésor, où il épousera une belle princesse.
Le naturaliste français Georges-Louis Leclerc de Buffon rapporte et commente dans son Histoire naturelle un commentaire de Pierre Belon concernant les relations entre les partenaires chez la Sittelle torchepot : « « Les paysans ont observé, dit Belon, que le mâle bat sa femelle quand il la trouve lorsqu'elle s'est départie de lui, dont ils ont fait un proverbe pour un qui se conduit sagement en ménage, qu'il ressemble au torche-pot » mais quoi qu'il en soit de la sagesse des maris, je ne crois point que, dans ce cas particulier, celui-ci ait la moindre intention de battre sa femme; je croirais bien plutôt que cette femelle, qui se fait désirer si long-temps avant la ponte, est la première à se retirer après l'éducation de sa famille, et que lorsque le mâle la rencontre après une absence un peu longue, il l'accueille par des caresses d'autant plus vives, même un peu brusques, et que des gens qui n'y regardent pas de si près, auront prises pour de mauvais traitements ».

### Menaces et statuts de conservation

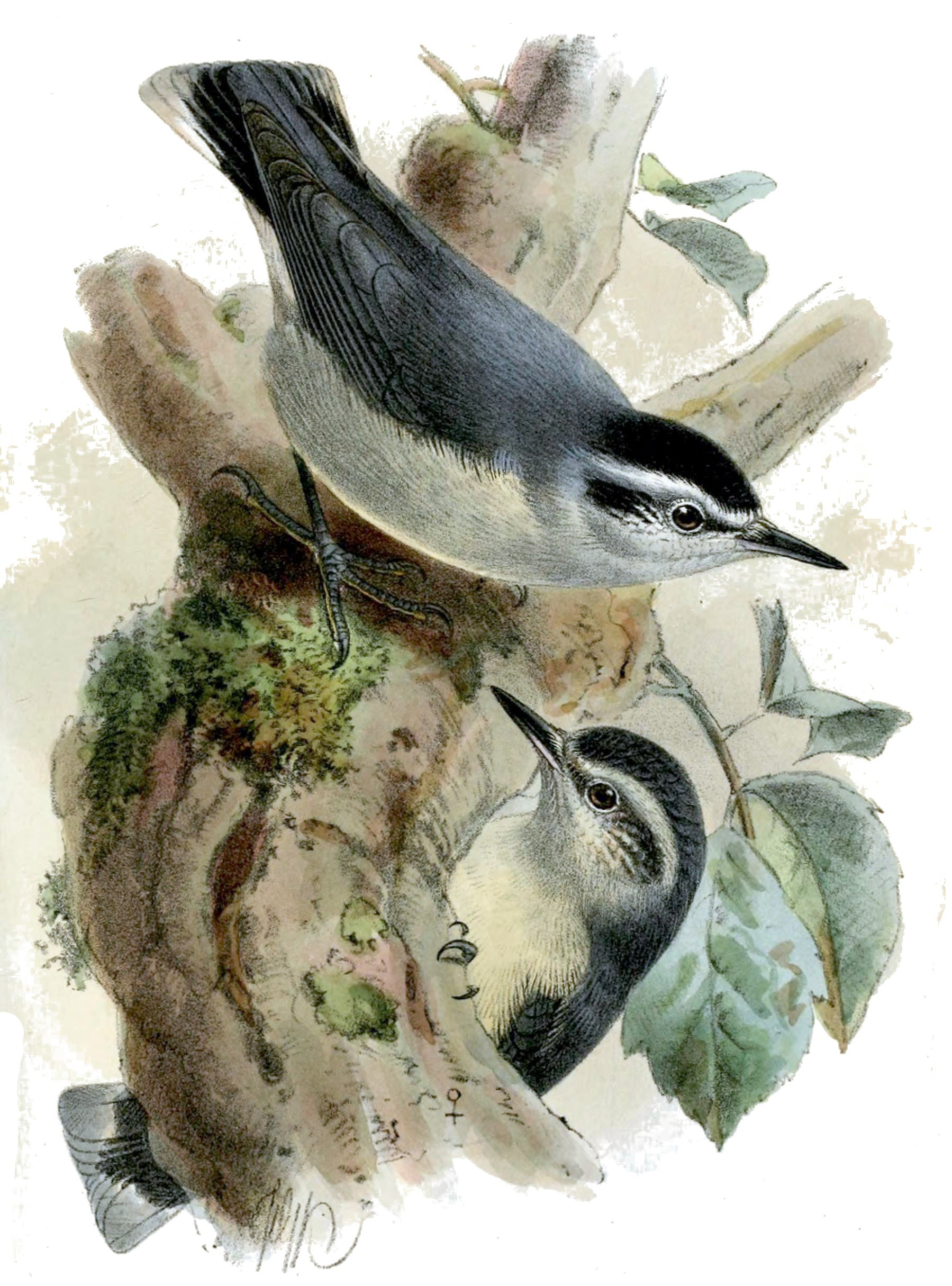
La Sittelle corse, ici un couple dessiné par John Gerrard Keulemans, fait partie des cinq espèces de sittelles menacées.

En 2016, l'Union internationale pour la conservation de la nature (UICN) reconnaît vingt-neuf espèces dans le genre Sitta, ajoutant aux vingt-huit espèces reconnues par le COI la Sittelle des Bahamas (Sitta insularis) généralement considérée comme sous-espèce de la Sittelle à tête brune (S. pusilla). Dix-huit de ces espèces ont des populations estimées en déclin, et seules trois sont en augmentation. Cependant, la majorité des vingt-neuf ne sont pas menacées : vingt-et-une sont « de préoccupation mineure » et deux « quasi menacées ». Certaines espèces, comme la torchepot ou les sittelles nord-américaines qui ont des distributions très étendues et des populations importantes, présentent peu de problèmes de conservation, bien qu'elles puissent être localement affectées par la fragmentation de leur habitat,.

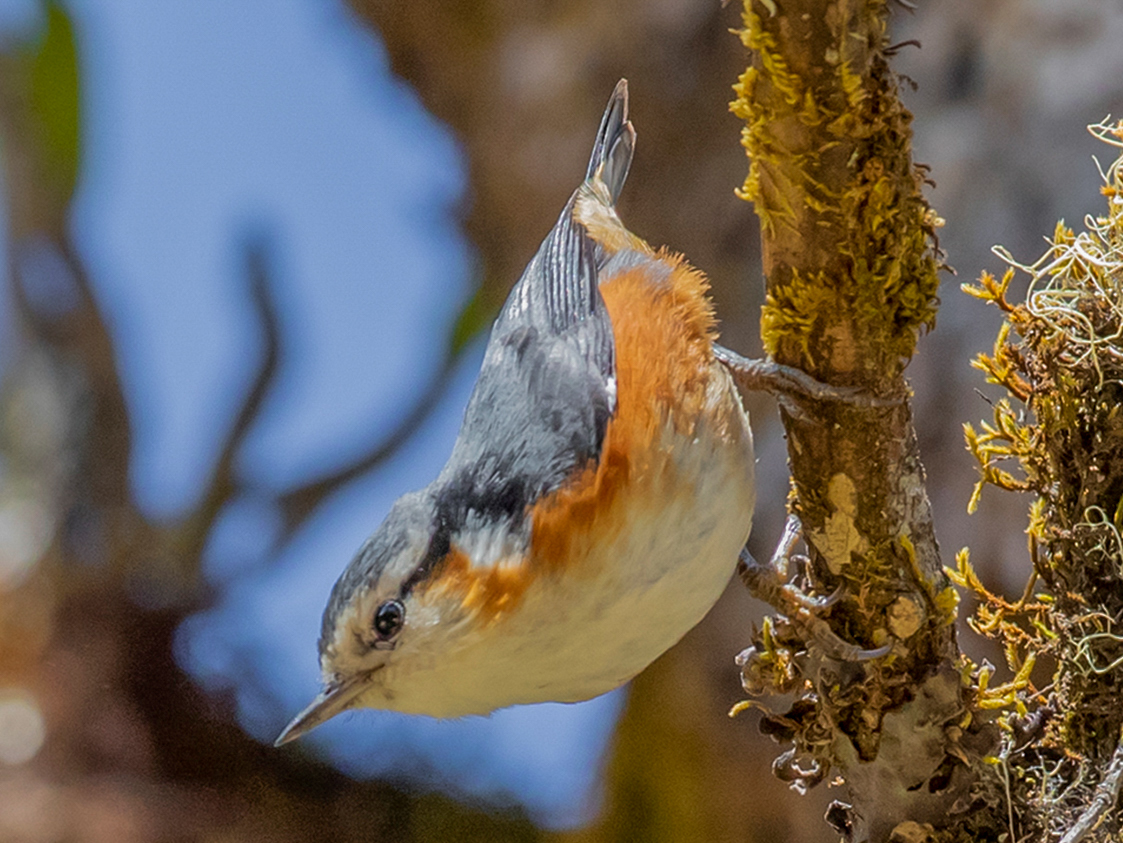
Une Sittelle du Victoria, espèce endémique de Birmanie classée comme « en danger ».

Les six espèces considérées comme menacées par l'UICN voient leurs effectifs décliner. Deux sont « vulnérables » — la Sittelle corse et la Sittelle superbe — et quatre espèces sont « en danger » : la Sittelle géante, la Sittelle du Victoria, la Sittelle kabyle et la « Sittelle des Bahamas » (généralement considérée comme sous-espèce insulaire de la Sittelle à tête brune). La Sittelle géante était précédemment considérée comme vulnérable, mais des études menées en 2012 et 2013 semblent indiquer que ses effectifs sont bien plus modestes qu'estimés au début des années 2000, son habitat est détruit et de plus en plus fragmenté. La Sittelle du Victoria n'est trouvée que sur le mont Victoria (aussi appelé Nat Ma Taung), dans l'ouest de la Birmanie, où la forêt a été complètement rasée jusqu'à 2 000 mètres d'altitude et où les habitats restants entre 2 000 et 2 500 mètres sont fortement dégradés. Près de 12 000 personnes vivent dans le parc national du Nat Ma Taung, et les pièges et les feux aggravent les menaces pour l'espèce. La population, estimée à quelques milliers d'individus, est en déclin et aucune mesure de protection n'est mise en œuvre pour prévenir notamment la destruction de son habitat,. La Sittelle kabyle n'est quant à elle trouvée que dans quelques localités de petite Kabylie en Algérie et ses effectifs pourraient ne pas dépasser les 1 000 individus. Elle est menacée par la destruction de son habitat par les incendies, l'érosion du terrain, le pâturage et la déforestation illégale, même dans le parc national de Taza,. La Sittelle des Bahamas, quant à elle, a des effectifs très réduits (environ 1 200 individus matures selon une estimation optimiste) et ne vit que dans les bois de Pin des Caraïbes (Pinus caribaea), l'un des habitats les plus menacés des Petites Antilles.
La déforestation est aussi responsable du déclin de la Sittelle du Yunnan (S. yunnanensis) et de la Sittelle à bec jaune (S. solangiae). La première peut faire face à une certaine destruction des arbres, puisqu'elle préfère les bois de pins ouverts, mais bien que localement toujours commune, elle a disparu de plusieurs sites où elle était répertoriée au début du XXe siècle. La Sittelle à bec jaune est particulièrement menacée sur Hainan, où plus de 70 % de la forêt a été perdu entre 1949 et 1991 en raison de la culture itinérante et de l'utilisation du bois comme combustible au cours des programmes de recolonisation du gouvernement chinois. La Sittelle de Krüper (S. krueperi) est menacée par l'urbanisation et le développement à l'intérieur et autour des forêts de conifères, principalement sur les côtes de la Méditerranée où l'espèce prospérait autrefois. En Turquie, une loi promouvant le tourisme mise en place en 2003 a exacerbé les menaces sur l'oiseau : elle réduit la bureaucratie et rend plus facile la construction d'installations touristiques et de maisons d'été dans la zone côtière, où la perte des boisements est un problème croissant pour la sittelle,.